# Liste der technischen Denkmale im Vogtlandkreis
Die Liste der technischen Denkmale im Vogtlandkreis enthält die Technischen Denkmale im Vogtlandkreis.
Diese Liste ist eine Teilliste der Liste der Kulturdenkmale in Sachsen.

## Legende
- Bild: Bild des Kulturdenkmals, ggf. zusätzlich mit einem Link zu weiteren Fotos des Kulturdenkmals im Medienarchiv Wikimedia Commons. Wenn man auf das Kamerasymbol klickt, können Fotos zu Kulturdenkmalen aus dieser Liste hochgeladen werden:
- Bezeichnung: Denkmalgeschützte Objekte und ggf. Bauwerksname des Kulturdenkmals
- Lage: Straßenname und Hausnummer oder Flurstücknummer des Kulturdenkmals. Die Grundsortierung der Liste erfolgt nach dieser Adresse. Der Link (Karte) führt zu verschiedenen Kartendiensten mit der Position des Kulturdenkmals. Fehlt dieser Link, wurden die Koordinaten noch nicht eingetragen. Sind diese bekannt, können sie über ein Tool mit einer Kartenansicht einfach nachgetragen werden. In dieser Kartenansicht sind Kulturdenkmale ohne Koordinaten mit einem roten bzw. orangen Marker dargestellt und können durch Verschieben auf die richtige Position in der Karte mit Koordinaten versehen werden. Kulturdenkmale ohne Bild sind an einem blauen bzw. roten Marker erkennbar.
- Datierung: Baubeginn, Fertigstellung, Datum der Erstnennung oder grobe zeitliche Einordnung entsprechend des Eintrags in der sächsischen Denkmaldatenbank
- Beschreibung: Kurzcharakteristik des Kulturdenkmals entsprechend des Eintrags in der sächsischen Denkmaldatenbank, ggf. ergänzt durch die dort nur selten veröffentlichten Erfassungstexte oder zusätzliche Informationen
- ID: Vom Landesamt für Denkmalpflege Sachsen vergebene, das Kulturdenkmal eindeutig identifizierende Objekt-Nummer. Der Link führt zum PDF-Denkmaldokument des Landesamtes für Denkmalpflege Sachsen. Bei ehemaligen Kulturdenkmalen können die Objektnummern unbekannt sein und deshalb fehlen bzw. die Links von aus der Datenbank entfernten Objektnummern ins Leere führen. Ein ggf. vorhandenes Icon  führt zu den Angaben des Kulturdenkmals bei Wikidata.

## Adorf/Vogtl., Stadt
| Bild                                    | Bezeichnung                                                                             | Lage                 | Datierung | Beschreibung | ID       |
| --------------------------------------- | --------------------------------------------------------------------------------------- | -------------------- | --- | --- | -------- |
| Direkt Bild zu diesem Denkmal hochladen | Bahnbetriebswerk Adorf (Vogtl.)                                                         | Adorf/Vogtl. (Karte) | um 1906 (Gleisanlage); 1906 (Ringlokschuppen); 1970er Jahre Elektroanlage im Ringlokschuppen (Lokschuppen); 1950er Jahre (Kohlengreifer); um 1906 (Werkstatt und Sozialgebäude) | Bahnbetriebswerk mit Ringlokschuppen, zwölf Stände, mit Elektroanlage (inklusive 24-V-Ausstattung), einschließlich zwölf Schuppen und fünf Freigleisen, einer Achssenke, zwölf Arbeitsgruben, einer Arbeitsbühne am Gleis 12, Drehscheibe, Werkstatt mit Einrichtung (Presse, Drehbank, Hobel, Schmiede), Sozialgebäude, Sanitätsgebäude, Verwaltungsgebäude, Magazin (Öl und Stofflager) mit Zapfstelle der Ölbar, Bezugsmarkenspender für Öl und einem Büro (mit originaler Einrichtung), Wasserkran und Zisterne, Entschlackungsgrube, Kohlenbansen, Kohlengreifer Typ RU 3, Portalkrananlage, Besandungsanlage, gesamte Gleisanlage einschließlich Bahnanschluss, G12-Radsatz auf der Freifläche als typisches Bw-Symbol; Büro mit jüngerer Ausstattung im Stil der 1960er Jahre, guter Erhaltungszustand aller Objekte und Gebäude, im Wesentlichen vollständig und original erhalten, in allen Ausstattungsmerkmalen die Dampflokzeit und den beginnenden Traktionswechsel zum Dieselantrieb repräsentierend, eisenbahngeschichtlich und technikgeschichtlich von Bedeutung. | 09236998 |
| Weitere Bilder                          | Bahnhof Adorf (Vogtl.)                                                                  | Adorf/Vogtl. (Karte) | im Kern 1864 (altes Empfangsgebäude); 1909–1912 (neues Empfangsgebäude) | Bahnhof mit altem Empfangsgebäude (Nr. 5) und neuem Empfangsgebäude (Nr. 3), Bahnsteigüberdachungen sowie Nebengebäude des alten Empfangsgebäudes; historisch gewachsene Bahnhofsanlage in gutem Originalzustand von eisenbahnhistorischer und stadtgeschichtlicher Bedeutung. | 09236852 |
| Weitere Bilder                          | Königlich-Sächsische Meilensteine (Sachgesamtheit)                                      | Adorf/Vogtl. (Karte) | nach 1858 (Halbmeilenstein) | Meilenstein; verkehrsgeschichtlich von Bedeutung | 09247630 |
| Weitere Bilder                          | Kursächsische Postmeilensäulen (Sachgesamtheit)                                         | Adorf/Vogtl. (Karte) | bezeichnet 1725 (Ganzmeilensäule) | Postmeilensäule; Kopie einer Ganzmeilensäule, verkehrsgeschichtlich von Bedeutung | 09304957 |
| Direkt Bild zu diesem Denkmal hochladen | Zwei Eisenbahnbrücken über die Markneukirchner Straße                                   | Adorf/Vogtl. (Karte) | vor 1900 (Eisenbahnbrücke) | Brücke der Eisenbahnstrecke Oelsnitz–Bad Brambach, Doppelbrücke mit je einem Bogen, verkehrsgeschichtlich und eisenbahngeschichtlich von Bedeutung | 09236643 |
| Weitere Bilder                          | Königlich-Sächsische Meilensteine (Sachgesamtheit)                                      | Adorf/Vogtl. (Karte) | nach 1858 (Stationsstein) | Meilenstein; verkehrsgeschichtlich von Bedeutung. | 09246687 |
|                                         | Eisenbahnbrücke                                                                         | Adorf/Vogtl. (Karte) | 19. Jahrhundert (Eisenbahnbrücke) | Eisenbahnbrücke | 09305305 |
| Direkt Bild zu diesem Denkmal hochladen | Eisenbahnbrücke über den Mühlweg                                                        | Adorf/Vogtl. (Karte) | um 1900 (Eisenbahnbrücke) | Brücke der Eisenbahnstrecke Adorf–Markneukirchen, verkehrsgeschichtlich und eisenbahngeschichtlich von Bedeutung. | 09236641 |
| Direkt Bild zu diesem Denkmal hochladen | Lederfabrik F. A. Müller & Co. (ehem.)                                                  | Adorf/Vogtl. (Karte) | um 1900 (Wohnhaus); um 1900 (Fabrikgebäude) | Wohnhaus in halboffener Bebauung und zwei Fabrikationsgebäude im Hof einer ehemaligen Lederfabrik; zeit- und ortstypischer Fabrikations- und Wohnbau in gutem originalen Zustand von ortsgeschichtlichem und städtebaulichem Wert. | 09246666 |
|                                         | Halbmond Teppichwerke (ehem.); Kunstweberei Claviez & Co. (ehem.); Firma Adoros (ehem.) | Adorf/Vogtl. (Karte) | um 1905 (Fabrik); Umbau 1930er Jahre (Fabrik) | Ehemalige Teppichfabrik; geschlossen erhaltene Industrieanlage in zeitgemäßer architektonischer Gestaltung, ehemals bedeutendster Arbeitgeber Adorfs mit Auswirkung auf die Stadtentwicklung, städtebaulich, ortsgeschichtlich und industriegeschichtlich wertvoll. | 09236845 |
| Direkt Bild zu diesem Denkmal hochladen | Stummermühle                                                                            | Gettengrün (Karte)   | im Kern 17. Jahrhundert (Mühle); um 1800 (Müllerwohnhaus) | Müllerwohnhaus (Wohnstallhaus) und Scheune eines Mühlenanwesens, sowie Rest der Mühlentechnik; Denkmal der Ortsgeschichte und städtebauliche Bedeutung, in Struktur und Resten der Ausstattung erhalten, auch von technikgeschichtlicher Bedeutung. | 08980136 |
| Weitere Bilder                          | Kursächsische Postmeilensäulen (Sachgesamtheit)                                         | Remtengrün (Karte)   | bezeichnet 1725 (Viertelmeilenstein) | Postmeilensäule; Kopie eines Kursächsischen Viertelmeilensteins, verkehrsgeschichtlich von Bedeutung. | 09304936 |

## Auerbach/Vogtl., Stadt
| Bild                                    | Bezeichnung                                                                           | Lage                    | Datierung                      | Beschreibung | ID       |
| --------------------------------------- | ------------------------------------------------------------------------------------- | ----------------------- | ------------------------------ | --- | -------- |
| Direkt Bild zu diesem Denkmal hochladen | VEB Vereinigte Wäschefabriken Auerbach (ehem.)                                        | Auerbach/Vogtl. (Karte) | um 1910 (Fabrikgebäude)        | Ehemalige Textilfabrik in offener Bebauung; ausgezeichneter, gut proportionierter Putzbau in zeittypischen Formen von gewichtiger stadtbildprägender, ortshistorischer sowie wissenschaftlicher Bedeutung. | 09234894 |
| Direkt Bild zu diesem Denkmal hochladen | Königlich-Sächsische Meilensteine (Sachgesamtheit)                                    | Auerbach/Vogtl. (Karte) | 19. Jahrhundert (Meilenstein)  | Meilenstein; verkehrsgeschichtlich von Bedeutung | 09234976 |
| Direkt Bild zu diesem Denkmal hochladen | Wasserturm                                                                            | Auerbach/Vogtl. (Karte) | bezeichnet 1911 (Wasserturm)   | Wasserturm; Städtische Wasserwerke Auerbach Hochbehälter III, technikgeschichtlich von Bedeutung. | 09234759 |
| Direkt Bild zu diesem Denkmal hochladen | Eisenbahnstrecke Chemnitz–Aue–Adorf, Abschnitt Schönheide–Muldenberg (Sachgesamtheit) | Beerheide (Karte)       | 1875 (Eisenbahnanlage)         | Sachgesamtheitsbestandteil der Sachgesamtheit Eisenbahnstrecke Chemnitz–Aue–Adorf, Abschnitt Schönheide–Muldenberg, Teilabschnitt Auerbach/Vogtl., OT Beerheide, mit den Sachgesamtheitsteilen: Gleisanlagen, Signal-, Sicherungs- und Fernmeldeanlagen, Bahnsteig- und Gleisfeldbeleuchtung und Streckenkilometrierung, weiterhin mit folgenden Bestandteilen als Sachgesamtheitsteile: Durchlass km 84,460, Fernsprechbude Nr. 82a km 84,470, Stahlträgerbrücke über die Zwickauer Mulde km 84,620–84,660, Durchlass km 85,325, Brücke über die Straße Jägersgrün–Muldenberg km 85,890, zwei Durchlässe km 85,890 und km 86,720 (siehe auch Sachgesamtheitsliste -Obj. 09247513, Höhenluftkurort Grünbach, OT Muldenberg); Teilstück der Eisenbahnstrecke Chemnitz–Aue–Adorf zwischen Bahnhof Schönheide Ost (km 71,275) und Bahnhof Muldenberg (km 89,400), technikgeschichtlich und regionalhistorisch bedeutsam | 09247514 |
| Direkt Bild zu diesem Denkmal hochladen | Wegestein                                                                             | Beerheide (Karte)       | vermutlich um 1935 (Wegestein) | verkehrstechnisches Denkmal | 09234999 |
| Weitere Bilder                          | Wasserturm Rebesgrüner Höhe                                                           | Rebesgrün (Karte)       | 1925–1926 (Wasserturm)         | Wasserturm; als Landmarke neben einem Trinkwasserbassin errichtet, von landschaftsprägendem, industriegeschichtlichem und wissenschaftlichem Wert. | 09234969 |
| Direkt Bild zu diesem Denkmal hochladen | Königlich-Sächsische Meilensteine (Sachgesamtheit)                                    | Vogelsgrün (Karte)      | nach 1858 (Halbmeilenstein)    | Meilenstein; Halbmeilenstein, verkehrsgeschichtlich von Bedeutung. | 09234980 |

## Bad Brambach
| Bild                                    | Bezeichnung | Lage                 | Datierung                                                         | Beschreibung | ID       |
| --------------------------------------- | --- | -------------------- | ----------------------------------------------------------------- | --- | -------- |
|                                         | Ehemalige Autolackiererei | Bad Brambach (Karte) | 1929 (Autowerkstatt)                                              | Einfluss der klassischen Moderne, baugeschichtliche Bedeutung, Seltenheitswert. | 08980473 |
|                                         | Untere Grenzquelle; Park- und Kuranlage Bad Brambach (Sachgesamtheit)                                                                                    | Bad Brambach (Karte) | 1934–1935 (Quellenanlage)                                         | Einzeldenkmal der Sachgesamtheit Park- und Kuranlage Bad Brambach: Quellhaus; ortsgeschichtlich von Bedeutung, Bestandteil der Sachgesamtheit Kurpark (siehe auch Sachgesamtheitsdokument Obj. 09302147)                                                                                       | 08980108 |
|                                         | Obere Grenzquelle; Park- und Kuranlage Bad Brambach (Sachgesamtheit)                                                                                     | Bad Brambach (Karte) | 1929 (Quellenanlage); um 1935 (Quellhaus); um 1935 (Gartenbrücke) | Einzeldenkmale der Sachgesamtheit Park- und Kuranlage Bad Brambach: Obere Grenzquelle sowie Steinbogenbrücke; Bestandteil des Kurparks, siehe auch Sachgesamtheitsdokument obj. 09302147 | 08980107 |
| Weitere Bilder                          | Wettinquelle; Park- und Kuranlage Bad Brambach (Sachgesamtheit)                                                                                          | Bad Brambach (Karte) | 1911 (Quellenanlage); 1929 (Quellhaus)                            | Einzeldenkmal der Sachgesamtheit Park- und Kuranlage Bad Brambach: Quellhaus und Wandelgang vom Vogtlandhaus zur Wettinquelle; baugeschichtlich und ortsgeschichtlich von Bedeutung, Bestandteil der Sachgesamtheit Kurpark (siehe auch Sachgesamtheitsdokument Obj. 09302147).                | 08980112 |
|                                         | Schlossbrauerei A. Renner | Bad Brambach (Karte) | um 1870 (Kontorhaus)                                              | Brauerei mit Kontorhaus, Produktionsgebäude und Remisengebäude sowie Eiskeller und Einfriedungsmauer an der Fleißner Straße; Denkmal der Ortsgeschichte sowie baugeschichtliche Bedeutung. | 08980080 |
| Direkt Bild zu diesem Denkmal hochladen | Bahnwärterhaus und Nebengebäude | Bad Brambach (Karte) | um 1895 (Bahnwärterhaus)                                          | im typischen Schweizerstil, verkehrsgeschichtliche Relevanz. | 08980065 |
|                                         | Eisenbahnbrücke der Strecke Plauen–Eger (Cheb) | Bad Brambach (Karte) | 1900 (Eisenbahnbrücke)                                            | Bogenbrücke, verkehrsgeschichtlich von Bedeutung. | 08980102 |
| Direkt Bild zu diesem Denkmal hochladen | Bahnwärterhaus und Nebengebäude | Bad Brambach (Karte) | 1890 (Bahnwärterhaus)                                             | authentisches Verkehrsdenkmal, eisenbahngeschichtlich von Bedeutung. | 08980103 |
|                                         | Straßenlaterne | Bad Brambach (Karte) | um 1925 (Laterne)                                                 | technikhistorisches Denkmal | 08980072 |
| Direkt Bild zu diesem Denkmal hochladen | Straßenbrücke über den Hohendorfer Bach | Bad Brambach (Karte) | Ende 19. Jahrhundert (Straßenbrücke)                              | Bogenbrücke, Denkmal der Verkehrsgeschichte | 08980058 |
| Direkt Bild zu diesem Denkmal hochladen | Zwei aneinandergebaute Scheunen (mit zwei angebauten Schuppen) eines Zwillingshofes, sowie Wasserstollen (Quelleneinfassung) und Wassertrog (bei Nr. 3). | Raun (Karte)         | bezeichnet 1749 (Scheune); bezeichnet 1802 (Wassertrog)           | Scheunen Fachwerk verbrettert, ortsbildprägende Scheunenreihe sowie Zeugnis dörflicher Wasserversorgung, wirtschaftsgeschichtlich und heimatgeschichtlich von Bedeutung. | 08975235 |
|                                         | Rauner Hammer | Raunergrund (Karte)  | 1712 lt. Auskunft (Mühle); um 1925 (Technische Ausstattung)       | Ehemalige Sägemühle mit Wohnhaus, Motorenhaus und Sägemühlenhaus; alte Ortslage Raunerhammer, Wohnhaus mit verkleidetem Fachwerk-Obergeschoss, Mühlengebäude verbrettert, wertvolles technisches Denkmal (noch funktionstüchtig) mit technischer Ausstattung, ortsgeschichtlich von Bedeutung. | 08975287 |
| Weitere Bilder                          | Kursächsische Postmeilensäulen (Sachgesamtheit) | Rohrbach (Karte)     | bezeichnet 1725 (Viertelmeilenstein)                              | Postmeilensäule; Viertelmeilenstein, verkehrsgeschichtlich von Bedeutung. | 08980036 |
| Weitere Bilder                          | Kapellenbergturm | Schönberg (Karte)    | 1931 (Aussichtsturm)                                              | Aussichtsturm auf dem Kapellenberg; geschichtliche und landschaftsprägende Bedeutung. | 08980013 |
| Weitere Bilder                          | Sachgesamtheit Königlich Sächsische Triangulierung (»Europäische Gradmessung im Königreich Sachsen«); Station 25 Kapellenberg                            | Schönberg (Karte)    | bezeichnet 1864 (Triangulationssäule)                             | Triangulationssäule; Station 1. Ordnung, im Kapellenbergturm, vermessungsgeschichtlich und technikgeschichtlich von Bedeutung. | 09304511 |

## Bad Elster, Stadt
| Bild                                    | Bezeichnung | Lage               | Datierung                             | Beschreibung | ID       |
| --------------------------------------- | --- | ------------------ | ------------------------------------- | --- | -------- |
| Weitere Bilder                          | Sachgesamtheit Königlich-Sächsische Triangulierung („Europäische Gradmessung im Königreich Sachsen“); Station 150 Bärenloh | Bad Elster (Karte) | bezeichnet 1876 (Triangulationssäule) | Triangulationssäule; Station der Königlich-Sächsischen Triangulation, Netz 2. Ordnung, wissenschaftsgeschichtlich und technikgeschichtlich von Bedeutung.                 | 09305070 |
| Weitere Bilder                          | Kursächsische Postmeilensäulen (Sachgesamtheit)                                                                            | Bad Elster (Karte) | bezeichnet 1724 (Halbmeilensäule)     | Postmeilensäule; Halbmeilensäule, verkehrsgeschichtlich von Bedeutung. | 09245111 |
| Weitere Bilder                          | Bahnhof Bad Elster | Mühlhausen (Karte) | um 1895 (Empfangsgebäude)             | Empfangsgebäude, Bahnsteigüberdachung und Verladestation eines Bahnhofes; an der Bahnstrecke von Adorf nach Eger (Cheb), Denkmal der Ortsgeschichte, technisches Denkmal. | 09209888 |
| Weitere Bilder                          | Mühlhausener Viadukt | Mühlhausen (Karte) | um 1895 (Eisenbahnbrücke)             | Eisenbahnbrücke; Teil der Eisenbahnstrecke Adorf–Eger (Cheb), Brücke über den Rauner Bach und die B 92, verkehrsgeschichtlich und eisenbahngeschichtlich von Bedeutung.   | 09209889 |
| Direkt Bild zu diesem Denkmal hochladen | Eisenbahnbrücke | Mühlhausen (Karte) | um 1900 (Eisenbahnbrücke)             | Teil der Eisenbahnstrecke Adorf–Eger (Cheb), verkehrsgeschichtlich und eisenbahngeschichtlich von Bedeutung.                                                              | 09209877 |

## Bergen
| Bild                                    | Bezeichnung | Lage           | Datierung                                                                      | Beschreibung | ID       |
| --------------------------------------- | --- | -------------- | ------------------------------------------------------------------------------ | --- | -------- |
| Direkt Bild zu diesem Denkmal hochladen | Eisenbahnbrücke über einen Forstweg                                                                                   | Bergen (Karte) | 1863–1865 (Eisenbahnbrücke)                                                    | Einbogenbrücke der ehemaligen Eisenbahnstrecke Herlasgrün–Oelsnitz/V.–Eger (Cheb) – (Voigtländische Staatseisenbahn), verkehrstechnisches und landschaftsgestaltendes Denkmal. | 09304157 |
| Direkt Bild zu diesem Denkmal hochladen | Zwei Wegesteine | (Karte)        | 19. Jahrhundert (Wegestein)                                                    | verkehrsgeschichtliche Denkmale | 08985683 |
| Direkt Bild zu diesem Denkmal hochladen | Eisenbahnbrücke über den Geigenbach                                                                                   | (Karte)        | 1863–1864 (Eisenbahnbrücke)                                                    | dreibogige Brücke der ehemaligen Eisenbahnstrecke Herlasgrün–Oelsnitz/V.–Eger (Cheb) – (Voigtländische Staatseisenbahn), verkehrstechnisches und landschaftsgestaltendes Denkmal. | 08985682 |
| Direkt Bild zu diesem Denkmal hochladen | Wohnhaus (mit Blockstube) und Tischlereianbau (mit Technik und Werkzeug) sowie Volkskunst-Sammlung von Schnitzbildern | (Karte)        | Ende 18. Jahrhundert (Wohnhaus); 1923 (Tischlerei); 1920–1950 (Schnitzbilder). | Wohnhaus mit vogtlandtypischer Blockstube, baugeschichtlich von Bedeutung, Volkskunst-Sammlung des Schnitzers Karl Singer (1900–1978) aus Schönau (Miniaturdorfanlage und Wandkastenbilder mit ausgesägten Figuren, ursprünglich mit Wasserkraft betrieben), technikgeschichtliche sowie volkskundliche Bedeutung.                                                                                     | 08985696 |
| Weitere Bilder                          | Bahnhof Bergen (Vogtl.)                                                                                               | (Karte)        | 1865–1972 Strecke befahren (Personenbahnhof); um 1900 (Empfangsgebäude)        | Empfangsgebäude und Nebengebäude eines ehemaligen Bahnhofes; an der ehemaligen Eisenbahnstrecke Herlasgrün–Oelsnitz/V.–Eger (Cheb) – (Voigtländische Staatseisenbahn), verkehrsgeschichtlich bedeutender Bau von hoher Originalität, mit Anklängen an Schweizer Stil, als Teil der ersten vogtländische Eisenbahnstrecke der Königlich-Sächsischen Staatseisenbahn von verkehrshistorischer Bedeutung. | 08985686 |

## Bösenbrunn
| Bild                                    | Bezeichnung                                                      | Lage               | Datierung | Beschreibung | ID       |
| --------------------------------------- | ---------------------------------------------------------------- | ------------------ | --- | --- | -------- |
| Direkt Bild zu diesem Denkmal hochladen | Fuchsmühle                                                       | Bösenbrunn (Karte) | bezeichnet 1950 (Mahlmühle); 19. Jahrhundert (Schneidemühle); um 1900 (Stallscheune); 18. Jahrhundert (Wohnhaus) | Schneidemühle (mit Sägegatter und Mühlentechnik), Mahlmühle und daran angebautes Wohnhaus (Umgebinde) mit angebautem Backhaus sowie Stallscheune eines Mühlenanwesens und Mühlgraben; Mühle 1683 erwähnt als Besitz der Herrschaft des Adam Ulrich von Neidberg, Wohnhaus mit Fachwerk-Obergeschoss und regionaltypischer Umgebinde-Konstruktion, Backhaus mit altdeutschem Backofen, geschlossene Anlage eines Mühlgutes mit ablesbaren Spuren der Erweiterung, baugeschichtlich und ortsgeschichtlich von Bedeutung. | 08985578 |
| Direkt Bild zu diesem Denkmal hochladen | Bäckerei Erich Wettengel                                         | Bösenbrunn         | um 1900/1920 (Bäckerei); um 1900 (Backofen); um 1930 (Garage)                                                    | Wohnhaus mit Bäckerei (mit historischem Backofen im Hausflur), Scheune, Stallgebäude und Garage; einfach gegliederter Putzbau, bis 1960 Bäckerei, ortshistorisches Zeugnis der ehemaligen Bäckerei mit alter Technik, technisches Denkmal. | 08985576 |
| Direkt Bild zu diesem Denkmal hochladen | Mundloch einer Flussspatgrube                                    | Bösenbrunn (Karte) | 1955 (Mundloch)                                                                                                  | bis 1960er Jahre in Betrieb, technisches Denkmal der jüngeren Bergbaugeschichte im Vogtland. | 08985662 |
| Direkt Bild zu diesem Denkmal hochladen | Brüder-Einigkeit-Erbstolln                                       | Bösenbrunn (Karte) | 1687–1688 (Mundloch)                                                                                             | Mundloch des Bergbauschachtes; Bestandteil des Lehr- und Wanderpfandes »Vogtländischer Bergbau«, Denkmal der älteren Bergbaugeschichte des Vogtlandes. | 08985661 |
| Direkt Bild zu diesem Denkmal hochladen | Ehemalige Pechsiederei in Ecklage zur Straße Am Untertriebelbach | Bösenbrunn (Karte) | 19. Jahrhundert (Pechsiederei)                                                                                   | seltenes Zeugnis der Wirtschaftsweise vergangener Zeiten. | 08985660 |
| Direkt Bild zu diesem Denkmal hochladen | Ludwig-Fundgrube                                                 | Schönbrunn (Karte) | um 1900 (Huthaus)                                                                                                | Huthaus oder Steigerhaus, Bergschuppen und Nebengebäude sowie Halde, Mundloch und Pinge eines ehemaligen Eisenbergwerkes; seit etwa 1763–1860 Grube in Betrieb, Zeugnis der Bergbaugeschichte im Vogtland. | 08985582 |

## Eichigt
| Bild                                    | Bezeichnung | Lage              | Datierung                             | Beschreibung | ID       |
| --------------------------------------- | --- | ----------------- | ------------------------------------- | --- | -------- |
| Weitere Bilder                          | Sachgesamtheit Königlich-Sächsische Triangulierung („Europäische Gradmessung im Königreich Sachsen“); Station 151 Bergen | Bergen (Karte)    | bezeichnet 1876 (Triangulationssäule) | Triangulationssäule; Station der Königlich-Sächsischen Triangulation, Netz 2. Ordnung, wissenschaftsgeschichtlich und technikgeschichtlich von Bedeutung. | 09305072 |
| Direkt Bild zu diesem Denkmal hochladen | Wegestein | Hundsgrün (Karte) | um 1900 (Wegestein)                   | verkehrshistorisches Denkmal | 08985637 |

## Ellefeld
| Bild                                    | Bezeichnung         | Lage    | Datierung                            | Beschreibung | ID       |
| --------------------------------------- | ------------------- | ------- | ------------------------------------ | --- | -------- |
| Direkt Bild zu diesem Denkmal hochladen | Wasserwerk Ellefeld | (Karte) | bezeichnet 1907 (Wasserhochbehälter) | Hochbehälter eines Wasserwerkes; im Wald gelegenes, kleines Funktionsgebäude, ortsentwicklungsgeschichtlich und technikhistorisch von Bedeutung. | 09234581 |

## Elsterberg, Stadt
| Bild                                    | Bezeichnung                                        | Lage               | Datierung                                           | Beschreibung | ID       |
| --------------------------------------- | -------------------------------------------------- | ------------------ | --------------------------------------------------- | --- | -------- |
| Direkt Bild zu diesem Denkmal hochladen | Eisenbahnbrücke über die Elster                    | Elsterberg (Karte) | um 1875 (Eisenbahnbrücke)                           | Brücke aus der Zeit des Eisenbahnanschlusses der Stadt Elsterberg an die Strecke Gera–Weischlitz (1875), orts- und technikgeschichtliche Bedeutung.                                      | 09232320 |
| Direkt Bild zu diesem Denkmal hochladen | Elsterbrücke                                       | Elsterberg (Karte) | bezeichnet 1850 (Straßenbrücke)                     | verkehrstechnisches Denkmal | 09232361 |
|                                         | Bahnhof Elsterberg                                 | Elsterberg (Karte) | 1875 (Personenbahnhof)                              | Bahnhofsgebäude (Nr. 37) mit Bahnsteigüberdachung, Lagerschuppen und Beamtenwohnhaus (Nr. 39); bau-, orts- und verkehrsgeschichtliche Bedeutung, bemerkenswerter Umbau der 1920er Jahre. | 09232368 |
| Direkt Bild zu diesem Denkmal hochladen | Franzmühle                                         | Elsterberg         | bezeichnet 1698 (Mühle); bezeichnet 1922 (Wohnhaus) | Mühlenkomplex, bestehend aus Wohn- und Verwaltungsgebäude, Mahlmühlengebäude, Turbinenhaus und Mühlgraben; von bau-, technik- und ortsgeschichtlichem Wert.                              | 09232389 |
| Direkt Bild zu diesem Denkmal hochladen | Schornstein                                        | Elsterberg (Karte) | um 1890 (Schornstein)                               | ziegelsichtiger Schornsteinbau, technisches Denkmal. | 09232371 |
| Direkt Bild zu diesem Denkmal hochladen | Einfahrt eines Eisenbahntunnels                    | Elsterberg (Karte) | um 1875 (Eisenbahntunnel)                           | als Teil der 1875 eröffneten Strecke Gera–Weischlitz von orts- und verkehrsgeschichtlicher Bedeutung.                                                                                    | 09232323 |
| Direkt Bild zu diesem Denkmal hochladen | Seilerei Sammt; Seilerei Max Hermann (ehem.)       | Elsterberg (Karte) | Maschinen 1930 (Seilerei)                           | Seilereimaschinen (Transmission, Flechtmaschine, Knäuelmaschine); ursprünglich mit Wasserkraft betrieben, technisches Denkmal von ortsgeschichtlicher Bedeutung.                         | 09232390 |
| Direkt Bild zu diesem Denkmal hochladen | Tankstelle und Garagen                             | Elsterberg (Karte) | um 1935 (Tankstelle)                                | Seltenheitswert, bau- und verkehrsgeschichtliche Bedeutung. | 09232356 |
| Direkt Bild zu diesem Denkmal hochladen | Königlich-Sächsische Meilensteine (Sachgesamtheit) | Kleingera (Karte)  | 19. Jahrhundert (Meilenstein)                       | Meilenstein; Halbmeilenstein, verkehrsgeschichtlich von Bedeutung. | 09232406 |
| Direkt Bild zu diesem Denkmal hochladen | Königlich-Sächsische Meilensteine (Sachgesamtheit) | Kleingera (Karte)  | 19. Jahrhundert (Meilenstein)                       | Meilenstein; Halbmeilenstein, verkehrsgeschichtlich von Bedeutung. | 09232405 |

## Falkenstein/Vogtl., Stadt
| Bild                                    | Bezeichnung                                                        | Lage                       | Datierung                                          | Beschreibung | ID       |
| --------------------------------------- | ------------------------------------------------------------------ | -------------------------- | -------------------------------------------------- | --- | -------- |
| Direkt Bild zu diesem Denkmal hochladen | Wasserturm                                                         | Falkenstein/Vogtl. (Karte) | 1926 (Wasserturm)                                  | Wasserturm; technikgeschichtlich von Bedeutung. | 09233805 |
| Direkt Bild zu diesem Denkmal hochladen | Gardinenweberei C. H. Lange (ehem.)                                | Falkenstein/Vogtl. (Karte) | 1903 (Fabrik)                                      | Ehemalige Textilfabrik, bestehend aus Fabrikgebäude (Nr. 8), zweiter Werkhalle und Fabrikantenvilla (Nr. 8a); Klinkergebäude, ortshistorisch und baugeschichtlich von Bedeutung.                                                                        | 09233835 |
| Direkt Bild zu diesem Denkmal hochladen | VEB Falkensteiner Gardinen- und Spitzenwebereien (Falgard), Werk 5 | Falkenstein/Vogtl. (Karte) | 1890, später erweitert (Fabrikgebäude)             | Fabrikanlage; Klinkerbauten einer Textilfabrik, ortsgeschichtlich von Bedeutung. | 09233829 |
| Direkt Bild zu diesem Denkmal hochladen | Wegestein                                                          | Oberlauterbach (Karte)     | 19. Jahrhundert (Wegestein)                        | alte Ortslage Unterlauterbach, Denkmal der Verkehrsgeschichte. | 09237553 |
| Direkt Bild zu diesem Denkmal hochladen | Firma Seidel (ehem.)                                               | Schönau (Karte)            | 1902–1903 (Wohnhaus); 1900–1901 (Stickereigebäude) | Wohnhaus in offener Bebauung, Einfriedung und Stickereigebäude im Hof; beide Gebäude mit Klinkerfassade, geschlossenes Ensemble in straßenbildprägender Lage, wichtiges und unverändert erhaltenes Zeugnis der Regionalgeschichte (Industrialisierung). | 09237588 |
| Direkt Bild zu diesem Denkmal hochladen | Wegestein                                                          | Trieb/Vogtl. (Karte)       | 19. Jahrhundert (Wegestein)                        | Denkmal der Orts- und Verkehrsgeschichte. | 09237965 |

## Grünbach
| Bild                                    | Bezeichnung | Lage               | Datierung                                    | Beschreibung | ID       |
| --------------------------------------- | --- | ------------------ | -------------------------------------------- | --- | -------- |
|                                         | Bahnhof Grünbach | Grünbach (Karte)   | 1892 (Empfangsgebäude)                       | Empfangsgebäude (mit Bahnhofsuhr) eines Bahnhofes; Klinkerbau, an der Eisenbahnstrecke von Falkenstein nach Klingenthal, jetzt Wohnhaus mit originaler Bahnhofsuhr, in gutem Originalzustand erhalten, Denkmal der Verkehrsgeschichte. | 09246714 |
| Weitere Bilder                          | Sachgesamtheit Königlich-Sächsische Triangulierung („Europäische Gradmessung im Königreich Sachsen“); Station 142 Wendelstein | Grünbach (Karte)   | bezeichnet 1864 (Triangulationssäule)        | Triangulationssäule; Station der Königlich-Sächsischen Triangulation, Netz 2. Ordnung, wissenschaftsgeschichtlich und technikgeschichtlich von Bedeutung. | 09246633 |
| Direkt Bild zu diesem Denkmal hochladen | Floßgrabensystem Göltzsch-Elster-Flöße (Sachgesamtheit); Der Obere und Untere Floßgraben                                      | Muldenberg (Karte) | 1571–1579 (Floßgraben)                       | Sachgesamtheit Floßgrabensystem Göltzsch-Elster-Flöße, davon in Grünbach, OT Muldenberg: Teilabschnitt »Der Obere und Untere Floßgraben« des Floßgrabensystems als Sachgesamtheitsteil, dazu weitere Teilabschnitte in den Gemeinden Klingenthal, OT Mühlleithen (Sachgesamtheitsbestandteil, siehe Sachgesamtheitsliste -Obj. 09234150) und Muldenhammer, OT Hammerbrücke (Sachgesamtheitsbestandteil, siehe Sachgesamtheitsliste -Obj. 09234027); der »Obere und Untere Floßgraben« in den Gemeinden Grünbach, OT Muldenberg und Muldenhammer, OT Hammerbrücke sind die Fortführung des »Saubachrisses« sowie des »Kielfloßgrabens« aus dem Flurbereich Klingenthal, OTMühlleithen, teilweise sehr gut erhaltenes Floßgrabensystem, zum Flößen von Scheitholz für die einheimische Industrie (Brennholz), von technikhistorischer und regionalhistorischer Bedeutung. | 09234379 |
| Weitere Bilder                          | Eisenbahnstrecke Chemnitz–Aue–Adorf, Abschnitt Schönheide–Muldenberg (Sachgesamtheit); Bahnhof Muldenberg                     | Muldenberg (Karte) | 1875 (Empfangsgebäude)                       | Einzeldenkmale der Sachgesamtheit Eisenbahnstrecke Chemnitz–Aue–Adorf, Abschnitt Schönheide–Muldenberg: Empfangsgebäude mit Bahnsteigüberdachung und angebauter Wartehalle sowie altes Stationsschild am Bahnsteig (siehe auch Sachgesamtheitsliste -Obj. 09247513, Höhenluftkurort Grünbach, OT Muldenberg); ortshistorisch bedeutsames technisches Denkmal der Eisenbahngeschichte. | 09301758 |
| Direkt Bild zu diesem Denkmal hochladen | Eisenbahnstrecke Chemnitz–Aue–Adorf, Abschnitt Schönheide–Muldenberg (Sachgesamtheit)                                         | Muldenberg (Karte) | 1875 (Eisenbahnanlage); um 1910 (Wasserhaus) | Sachgesamtheit Eisenbahnstrecke Chemnitz–Aue–Adorf, Abschnitt Schönheide–Muldenberg: Gleiskörper, Technik und alle Hochbauten sowie Brücken der Eisenbahnstrecke, sowie mit Gleisanlagen, Signal-, Sicherungs- und Fernmeldeanlagen, Bahnsteigbeleuchtung, Gleisfeldbeleuchtung und Streckenkilometrierung, eiserne Wasserleitung parallel zur Eisenbahnstrecke (als Sachgesamtheitsteile), mit folgenden Einzeldenkmalen im OT Muldenberg: Empfangsgebäude mit Bahnsteigüberdachung und angebauter Wartehalle (bei km 89, 130) sowie altes Stationsschild (bei km 89, 100) – (siehe Einzeldenkmalliste -Obj. 09301758, Am Bahnhof 1), Eisenbahnerwohnhaus (Bahnmeistereiwohnhaus) einer Eisenbahnersiedlung an der Eisenbahnstrecke (siehe Einzeldenkmalliste -Obj. 09246646, Am Bahnhof 4), Eisenbahnerwohnhaus (Doppelwohnhaus) an der Bahnstrecke (siehe Einzeldenkmalliste -Obj. 09245442, Am Bahnhof 6), Eisenbahnerwohnhaus (Doppelwohnhaus) an der Bahnstrecke (siehe Einzeldenkmalliste -Obj. 09245768, Am Bahnhof 9) und mit dem Sachgesamtheitsteil im Ort Muldenhammer, Gemarkung Hammerbrücke: Wasserhaus neben der Eisenbahnstrecke Chemnitz–Aue–Adorf am Bahnhof Muldenberg, weiterhin mit folgenden Sachgesamtheitsbestandteilen in der Gemeinde Muldenhammer (OT Hammerbrücke -Obj. 09247515, OT Morgenröthe-Rautenkranz -Obj. 09247512, OT Tannenbergsthal -Obj. 09246544), in der Gemeinde Auerbach/Vogtl. (OT Beerheide -Obj. 09247514) sowie in der Stadt Eibenstock. | 09247513 |
| Weitere Bilder                          | Talsperre Muldenberg | Muldenberg (Karte) | 1920–1925 (Talsperre)                        | Staumauer einer Trinkwassertalsperre, mit zwei frei liegenden Schiebern (Wasserseite), zwei Schieberhäusern, Tosbecken, Zählerhaus, Maschinenhaus; bemerkenswerte architektonischwasserbautechnische Gesamtanlage, bedeutsam sowohl unter bauhistorischen als auch unter technikgeschichtlichen Gesichtspunkten, massiv aus Bruchstein gemauerte, stark gekrümmte Gewichtsstaumauer, erster Talsperrenbau nach 1918 in Sachsen, eine der wenigen bis heute unverändert erhaltenen Staumauern. | 09234382 |

## Heinsdorfergrund
| Bild                                    | Bezeichnung           | Lage                   | Datierung                                                 | Beschreibung | ID       |
| --------------------------------------- | --------------------- | ---------------------- | --------------------------------------------------------- | --- | -------- |
| Direkt Bild zu diesem Denkmal hochladen | Rollbockbahn          | Oberheinsdorf (Karte)  | um 1900 (Lokomotive)                                      | Lokomotive der ehemaligen Schmalspurbahn von Reichenbach nach Oberheinsdorf; technisches Denkmal.                                      | 09209551 |
| Direkt Bild zu diesem Denkmal hochladen | IL 14                 | Unterheinsdorf         | 1956 (Flugzeug)                                           | Flugzeug Typ IL 14; als erstes nach dem Zweiten Weltkrieg gebautes Flugzeug für Passagiertransporte von technikhistorischer Bedeutung. | 09209562 |
| Direkt Bild zu diesem Denkmal hochladen | Wegestein             | Unterheinsdorf (Karte) | um 1900 (Wegestein)                                       | steinerner Wegweiser, Denkmal der Verkehrsgeschichte                                                                                   | 09209573 |
| Direkt Bild zu diesem Denkmal hochladen | Streichgarn-Spinnerei | Unterheinsdorf (Karte) | bezeichnet 1923 und bezeichnet 1924 (an der Eingangswand) | Fabrikgebäude; baugeschichtliche und ortsgeschichtliche sowie künstlerische Bedeutung (zwei Putzreliefs).                              | 09209566 |

## Klingenthal, Stadt
| Bild                                    | Bezeichnung | Lage                    | Datierung | Beschreibung | ID       |
| --------------------------------------- | --- | ----------------------- | --- | --- | -------- |
|                                         | Sachgesamtheit Königlich-Sächsische Triangulierung („Europäische Gradmessung im Königreich Sachsen“); Station 141 Kiel | Klingenthal/Sa. (Karte) | 1850–1890 (Triangulationssäule) | Triangulationssäule; Station 2. Ordnung, vermessungsgeschichtlich und technikgeschichtlich von Bedeutung. | 09305048 |
| Direkt Bild zu diesem Denkmal hochladen | Königlich-Sächsische Meilensteine (Sachgesamtheit)                                                                     | Klingenthal/Sa. (Karte) | 19. Jahrhundert (Meilenstein) | Meilenstein; verkehrsgeschichtlicher und wissenschaftlich dokumentarischer Wert. | 09234055 |
| Direkt Bild zu diesem Denkmal hochladen | Grenzbahnhof Klingenthal                                                                                               | Klingenthal/Sa. (Karte) | 1886 (Empfangsgebäude); 1886 (Lokschuppen) | Ehemaliger Bahnhof mit Empfangsgebäude (Nr. 1), Lokschuppen (Nr. 1a) sowie Triebwagen der Schmalspurbahn Klingenthal–Sachsenberg/Georgenthal; baugeschichtliche Bedeutung, Zeugnis regionaler Verkehrsgeschichte und Ortsgeschichte. | 09234056 |
| Direkt Bild zu diesem Denkmal hochladen | Rampenmundloch mit Ausfluss und Lokschuppeneinfahrt im ehemaligen VEB Fluß- und Schwerspat                             | Klingenthal/Sa. (Karte) | 20. Jahrhundert (Mundloch) | regionalhistorische Bedeutung | 09234058 |
| Direkt Bild zu diesem Denkmal hochladen | Fabrikgebäude | Klingenthal/Sa. (Karte) | um 1880 (Fabrikgebäude) | alte Ortschaft Brunndöbra, Putzbau mit Ziegelgliederung, vermutlich ehemalige Fabrik Carl Essbach, später C. A. Seydel (Akkordeonbau-»Royal-Standard«), heute als Schaumanufaktur der Klingenthaler Harmonikaherstellung genutzt, regionalgeschichtlicher Wert. | 09234059 |
| Direkt Bild zu diesem Denkmal hochladen | Transformatorenturm | Klingenthal/Sa. (Karte) | um 1930 (Transformatorenstation) | vom Heimatstil geprägter Zweckbau in gutem Originalzustand, wissenschaftlich-dokumentarischer Wert. | 09233930 |
| Direkt Bild zu diesem Denkmal hochladen | Mundharmonikafabrik C. A. Seydel Söhne                                                                                 | Klingenthal/Sa. (Karte) | Ende 19. Jahrhundert (Hofgebäude Fabrik, hinter Nr. 2/4); um 1925, im Kern älter (Nr. 2/4, Fabrikgebäude); 1950er Jahre (Nr. 1, Erweiterungsbau); um 1925, im Kern älter (Nr. 2/4, Fabrik und Verwa | Fabrik- und Verwaltungsgebäude (Nr. 2/4) einer Mundharmonikafabrik sowie Erweiterungsbau (Nr. 1) und Hofgebäude (hinter Nr. 2/4); Hauptgebäude ein repräsentativer Putzbau mit einer Fülle an fassadenschmückenden und architektonischen Zierelementen im Stil des Art déco, Hofgebäude älterer Klinkerbau, der Erweiterungsbau im Stil der 1950er Jahre (ursprünglich mit Verbindungsbrücke über die Straße zum Altbau), ortshistorisch und regionalgeschichtlich sowie künstlerisch bedeutsam. | 09234135 |
| Direkt Bild zu diesem Denkmal hochladen | Große Binge Winselburg der Grube Tannenberg                                                                            | Mühlleithen (Karte)     | Anfang 16. Jahrhundert (Binge) | Binge der Grube Tannenberg; von bergbauhistorischer Bedeutung, auch Naturdenkmal. | 09234378 |
| Direkt Bild zu diesem Denkmal hochladen | Königlich-Sächsische Meilensteine (Sachgesamtheit)                                                                     | Mühlleithen (Karte)     | 19. Jahrhundert (Meilenstein) | Meilenstein; zum Kilometerstein umgearbeitet, verkehrshistorischer Wert | 09234374 |
| Direkt Bild zu diesem Denkmal hochladen | Floßgrabensystem Göltzsch-Elster-Flöße (Sachgesamtheit); Kielfloßgraben; Saubachriss                                   | Mühlleithen (Karte)     | 1571–1579 (Floßgraben) | Sachgesamtheitsbestandteil der Sachgesamtheit Floßgrabensystem Göltzsch-Elster-Flöße in der Gemeinde Klingenthal, OT Mühlleithen: Teilabschnitt »Saubachriss« sowie »Kielfloßgraben« des Floßgrabensystems als Sachgesamtheitsteil (siehe auch Sachgesamtheitsliste -Obj. 09234379, Gemeinde Grünbach, OT Muldenberg); der »Saubachriss« sowie »Kielfloßgraben« wird fortgeführt im »Oberen und Unteren Floßgraben« in den Flurbereichen Grünbach, OT Muldenberg sowie Muldenhammer, OT Hammerbrücke, teilweise sehr gut original erhalten, zum Flößen von Scheitholz für die einheimische Industrie (Brennholz), von technikhistorischer und regionalhistorischer Bedeutung. | 09234150 |

## Lengenfeld, Stadt
| Bild           | Bezeichnung | Lage                 | Datierung                                                                 | Beschreibung | ID       |
| -------------- | --- | -------------------- | ------------------------------------------------------------------------- | --- | -------- |
|                | Mühle und technische Ausstattung | Irfersgrün (Karte)   | ab Mitte 19. Jahrhundert (Mühle); 20. Jahrhundert, Mahlhaus (Mühle)       | in Gestalt und Ausstattung weitgehend erhalten, Denkmal der Technikgeschichte. | 08980249 |
|                | Eisenbahnbrücke über die Göltzsch | Lengenfeld (Karte)   | bezeichnet 1891 (Eisenbahnbrücke)                                         | markantes, ortsbildprägendes Bauwerk, Denkmal der Verkehrsgeschichte und der Technikgeschichte. | 08980222 |
|                | Wegestein | Lengenfeld (Karte)   | um 1850 (Wegestein)                                                       | verkehrstechnisches Denkmal | 08980445 |
| Weitere Bilder | Bahnhof Lengenfeld | Lengenfeld (Karte)   | 1906 (Empfangsgebäude)                                                    | Bahnhof-Empfangsgebäude (mit Ausstattung) sowie Bahnsteigüberdachung; Putzbau mit Naturstein-Elementen, Reformstil-Architektur, geschlossen erhaltenes Ensemble, Denkmal der Verkehrsgeschichte und Ortsgeschichte. | 08980193 |
|                | Wasserhochbehälter | Lengenfeld (Karte)   | bezeichnet 1903 (Wasserhochbehälter)                                      | straßenbildprägende Anlage mit Bedeutung für die Ortsgeschichte (Wasserversorgung), Denkmal der Technikgeschichte | 08980211 |
|                | Baumwollspinnerei Thomas & Bonitz (ehem.); Chemische Bleiche u. Appretur-Anstalt v. Ernst Wentzel (später); VEB Plauener Gardine (später) | Lengenfeld (Karte)   | 1808 im Kern (Spinnereigebäude); 1855 Wiederaufbau nach Brand (Spinnerei) | Hauptgebäude einer ehemaligen Baumwollspinnerei; vermutlich älteste Baumwollspinnerei des Vogtlandes, ortsbildprägender Putzbau von regionalgeschichtlicher Bedeutung. | 09299924 |
|                | Königlich-Sächsische Meilensteine (Sachgesamtheit)                                                                                        | Lengenfeld (Karte)   | 19. Jahrhundert (Meilenstein)                                             | Meilenstein; verkehrsgeschichtlich von Bedeutung | 08980178 |
| Weitere Bilder | Kursächsische Postmeilensäulen (Sachgesamtheit)                                                                                           | Lengenfeld (Karte)   | um 1725 (Postdistanzsäule)                                                | Postmeilensäule; Sockel einer Distanzsäule, vermauert im Keller des ehemaligen Amtsgerichtes, verkehrsgeschichtlich von Bedeutung. | 08980171 |
|                | Königlich-Sächsische Meilensteine (Sachgesamtheit)                                                                                        | Lengenfeld (Karte)   | nach 1858 (Meilenstein)                                                   | Meilenstein; verkehrshistorisches Denkmal | 08980154 |
| Weitere Bilder | Klopfermühle; Hoyersmühle | Lengenfeld (Karte)   | 1438 Ersterwähnung (Mühle); heutiger Bau 18. Jahrhundert (Mühle)          | Mühle mit winkelförmigem Wohn- und Mühlengebäude (mit technischer Ausstattung), Nebengebäude, Pavillon und Torbogen; Mühlengebäude stattlicher Putzbau, Nebengebäude mit Fachwerk-Obergeschoss, markante Anlage mit ortsgeschichtlicher Bedeutung (seit 1438 hier Mühlenstandort), letzte wasserkraftgetriebene Mühle an der Göltzsch, Denkmal der Technikgeschichte. | 08980220 |
|                | Wegestein | Pechtelsgrün (Karte) | um 1850 (Wegestein)                                                       | steinerner Wegweiser, Denkmal der Verkehrsgeschichte | 08980258 |
|                | Straßenbrücke über den Plohnbach | Plohn (Karte)        | um 1800 (Straßenbrücke)                                                   | steinerne Bogenbrücke mit Schlussstein, Denkmal der Verkehrsgeschichte (2022 im Zuge einer geplanten Straßenbaumaßnahme teilzerstört) | 08980240 |
|                | Wegestein | Plohn (Karte)        | um 1850 (Wegestein)                                                       | steinerner Wegweiser, Denkmal der Verkehrsgeschichte | 08980239 |
|                | Wegestein | Waldkirchen (Karte)  | bezeichnet 1840 (Wegestein)                                               | Granitwegweiser, Denkmal der Verkehrsgeschichte | 08980299 |
| Weitere Bilder | Sachgesamtheit Königlich-Sächsische Triangulierung („Europäische Gradmessung im Königreich Sachsen“); Station 139 Marienhöhe              | Waldkirchen (Karte)  | bezeichnet 1876 (Triangulationssäule)                                     | Triangulationssäule; Station der Königlich-Sächsischen Triangulation, Netz 2. Ordnung, wissenschaftsgeschichtlich und technikgeschichtlich von Bedeutung. | 09305068 |
|                | Schlauchturm | Waldkirchen (Karte)  | um 1900 (Schlauchturm)                                                    | Stahlkonstruktion, Denkmal der Technikgeschichte und der Ortsgeschichte | 08980291 |
|                | Wegestein | Waldkirchen (Karte)  | bezeichnet 1842 (Wegestein)                                               | Granitwegweiser, Denkmal der Verkehrsgeschichte | 08980298 |
|                | Wegestein | Waldkirchen (Karte)  | bezeichnet 1840 (Wegestein)                                               | Granitwegweiser, Denkmal der Verkehrsgeschichte | 08980293 |
|                | Tuchfabrik C. F. Lenck (ehem.); später VEB Gardeko (ehem.); auch Schwarzhammermühle                                                       | Waldkirchen (Karte)  | um 1885 (Fabrikgebäude); um 1900 (Bedürfnisanstalt)                       | Fabrikgebäude und Toilettenhaus einer Fabrikanlage; Fabrikgebäude stattlicher Putzbau, Toilettenhäuschen mit Klinkerfassade, Denkmal der Ortsgeschichte und der Industriegeschichte. | 08980285 |
| Weitere Bilder | Autobahnbrücke über die Göltzsch | Weißensand (Karte)   | 1937–1938 (Autobahnbrücke)                                                | technikgeschichtliches Denkmal mit besonderer landschaftsprägender Bedeutung. | 08980276 |
|                | Transformatorenhäuschen | Weißensand (Karte)   | um 1920 (Transformatorenstation)                                          | seltenes Technisches Denkmal mit Bedeutung für die Ortsgeschichte | 08980277 |
| Weitere Bilder | Mühlengebäude mit Mühlgraben sowie Seitengebäude eines Mühlenanwesens                                                                     | Weißensand (Karte)   | um 1880 (Mühle)                                                           | stattliche Putzbauten, gut erhaltenes Ensemble, Denkmal der Technikgeschichte. | 08980275 |

## Limbach
| Bild                                    | Bezeichnung                                        | Lage             | Datierung                                             | Beschreibung | ID       |
| --------------------------------------- | -------------------------------------------------- | ---------------- | ----------------------------------------------------- | --- | -------- |
|                                         | Königlich-Sächsische Meilensteine (Sachgesamtheit) | Buchwald (Karte) | 19. Jahrhundert (Meilenstein)                         | Meilenstein; verkehrsgeschichtlich von Bedeutung                                                                        | 09209810 |
| Direkt Bild zu diesem Denkmal hochladen | Transformatorenhäuschen                            | Buchwald (Karte) | um 1912 (Transformatorenstation)                      | Denkmal der Technik- und Ortsgeschichte                                                                                 | 09209807 |
| Direkt Bild zu diesem Denkmal hochladen | Brücke                                             | Limbach          | 2. Hälfte 19. Jahrhundert (Eisenbahnbrücke)           | Wegeunterführung unter der Bahnstrecke Leipzig–Hof mit gemauerter Tonne und Stützmauern, Denkmal der Technikgeschichte. | 09209788 |
| Direkt Bild zu diesem Denkmal hochladen | Bünau-Mühle                                        | Mühlwand (Karte) | E. 19. Jahrhundert (Mühle); 1954 (techn. Ausstattung) | Mühlengebäude mit technischer Ausstattung; Denkmal der Ortsgeschichte.                                                  | 09209790 |

## Markneukirchen, Stadt
| Bild                                    | Bezeichnung | Lage                        | Datierung                                                            | Beschreibung | ID       |
| --------------------------------------- | --- | --------------------------- | -------------------------------------------------------------------- | --- | -------- |
| Weitere Bilder                          | Sachgesamtheit Königlich-Sächsische Triangulierung („Europäische Gradmessung im Königreich Sachsen“); Station 148 Landwüst   | Landwüst (Karte)            | bezeichnet 1876 (Triangulationssäule)                                | Triangulationssäule; Station der Königlich-Sächsischen Triangulation, Netz 2. Ordnung, wissenschaftsgeschichtlich und technikgeschichtlich von Bedeutung. | 09234185 |
|                                         | Kursächsische Postmeilensäulen (Sachgesamtheit)                                                                              | Landwüst (Karte)            | bezeichnet 1725 (Ganzmeilensäule)                                    | Postmeilensäule; Kopie einer Ganzmeilensäule, verkehrsgeschichtlich von Bedeutung. | 09248163 |
|                                         | Kursächsische Postmeilensäulen (Sachgesamtheit)                                                                              | Landwüst (Karte)            | bezeichnet 1725 (Viertelmeilenstein)                                 | Postmeilensäule; Viertelmeilenstein, verkehrsgeschichtlich von Bedeutung. | 09234176 |
| Direkt Bild zu diesem Denkmal hochladen | Haarmühle | Landwüst (Karte)            | um 1800 (Müllerwohnhaus); 1920er Jahre (Sägewerk)                    | Wohnhaus, Seitengebäude, Scheune und Toranlage sowie Wassertrog eines Mühlenanwesens, daran anschließend Sägewerksbau, weiterhin großer Schuppen östlich des Gehöfts, Reste des Mühlgrabens und zwei Mühlteiche; Wohnhaus mit Blockstube und verbrettertem Fachwerk-Obergeschoss, Seitengebäude mit Laubengang, Ensemble von bauhistorischer und technikgeschichtlicher Bedeutung. | 09234184 |
| Direkt Bild zu diesem Denkmal hochladen | Kartonagen-Fabrik Max Kehr (ehem.)                                                                                           | Markneukirchen (Karte)      | um 1930 (Wohnhaus)                                                   | Wohnhaus in offener Bebauung, mit angebautem Fabrikationsgebäude; ehemalige Papierwarenfabrik, Wohnhaus schlichter Putzbau mit Eckerker, von baugeschichtlichem und ortsgeschichtlichem Wert. | 09234203 |
| Direkt Bild zu diesem Denkmal hochladen | Deutsche Signal-Instrumenten-Fabrik Max B. Martin (ehem.); später VEB Blechblas- und Signalinstrumentenfabrik                | Markneukirchen (Karte)      | um 1910 (Fabrikgebäude)                                              | Fabrikgebäude; stattlicher, gut gegliederter Putzbau, ehemals Herstellung von Metallblasinstrumenten, Musikspezialartikeln (unter anderem Autohupen) und Signalinstrumenten (wie Martin-Hörner und Feuerwehr-Signalpfeifen), von regionalgeschichtlicher und städtebaulicher Bedeutung.                                                                                            | 09299804 |
| Direkt Bild zu diesem Denkmal hochladen | Paulus Saitenfabrik (ehem.)                                                                                                  | Markneukirchen (Karte)      | 1922 (Fabrikgebäude)                                                 | Fabrikgebäude (ehemals Hintergebäude von Unterer Markt 10); von technikgeschichtlichem Wert. | 09234340 |
|                                         | Kursächsische Postmeilensäulen (Sachgesamtheit)                                                                              | Markneukirchen (Karte)      | bezeichnet 1725 (Halbmeilensäule)                                    | Postmeilensäule; Halbmeilensäule, verkehrsgeschichtlich von Bedeutung. | 09234281 |
| Weitere Bilder                          | Haltepunkt Markneukirchen | Markneukirchen (Karte)      | 1909 (Empfangsgebäude)                                               | Wartehalle eines ehemaligen Bahnhofes; hölzerne Wartehalle, an der ehemaligen Bahnstrecke Siebenbrunn–Markneukirchen–Erlbach, typischer Zweckbau in gutem Originalzustand, von regionalhistorischem Wert. | 09233953 |
| Direkt Bild zu diesem Denkmal hochladen | Ehemaliges Sägewerk mit Wohnhaus und Fabrikgebäude mit Ausstattung (erhaltenes Sägegatter) sowie Schornstein                 | Markneukirchen (Karte)      | Ende 19. Jahrhundert (Fabrikgebäude); um 1905 (Wohnhaus)             | von technikgeschichtlichem Wert | 09233072 |
| Weitere Bilder                          | Gerber-Hans-Haus | Markneukirchen (Karte)      | um 1800, im Kern wohl älter (Wohnhaus)                               | Gerberwohnhaus (mit angebautem Nebengebäude, mit Oberlaube) in halboffener Bebauung; schlichter Putzbau mit Mansarddach, Nebengebäude mit Fachwerk-Obergeschoss, mit seltener Oberlaube zum Hof, von ortsgeschichtlichem, bauhistorischem und technikgeschichtlichem Wert. | 09234338 |
| Weitere Bilder                          | Kursächsische Postmeilensäulen (Sachgesamtheit)                                                                              | Siebenbrunn/Sträßel (Karte) | bezeichnet 1725 (Halbmeilensäule); Kopie nach 1992 (Halbmeilensäule) | Postmeilensäule; Kopie einer Halbmeilensäule, verkehrsgeschichtlich von Bedeutung. | 09234359 |
| Weitere Bilder                          | Sachgesamtheit Königlich-Sächsische Triangulierung („Europäische Gradmessung im Königreich Sachsen“); Station 147 Hohenbrand | Wohlhausen (Karte)          | bezeichnet 1876 (Triangulationssäule)                                | Triangulationssäule; mehrteilig, Station der Königlich-Sächsischen Triangulation, Netz 2. Ordnung, wissenschaftsgeschichtlich und technikgeschichtlich von Bedeutung. | 09305069 |
| Weitere Bilder                          | Königlich-Sächsische Meilensteine (Sachgesamtheit)                                                                           | Wohlhausen (Karte)          | 19. Jahrhundert (Meilenstein)                                        | Meilenstein; verkehrsgeschichtlich von Bedeutung | 09234274 |

## Mühlental
| Bild                                    | Bezeichnung                                                 | Lage                    | Datierung                        | Beschreibung                                     | ID       |
| --------------------------------------- | ----------------------------------------------------------- | ----------------------- | -------------------------------- | ------------------------------------------------ | -------- |
| Direkt Bild zu diesem Denkmal hochladen | Ausstattung einer ehemaligen Schneidemühle, heute Sägemühle | Hermsgrün (Karte)       | bezeichnet 1927 (Mühlentechnik)  | mit Lorenschienen, Denkmal der Technikgeschichte | 09237234 |
| Direkt Bild zu diesem Denkmal hochladen | Wegestein                                                   | Saalig (Karte)          | 19. Jahrhundert (Wegestein)      | Denkmal der Verkehrsgeschichte                   | 09237190 |
| Direkt Bild zu diesem Denkmal hochladen | Schlauchturm                                                | Unterwürschnitz (Karte) | wohl 1920er Jahre (Schlauchturm) | technikgeschichtliches Zeugnis                   | 09305310 |

## Muldenhammer
| Bild                                    | Bezeichnung                                                                                                  | Lage                            | Datierung                                                                   | Beschreibung | ID       |
| --------------------------------------- | --- | ------------------------------- | --------------------------------------------------------------------------- | --- | -------- |
| Direkt Bild zu diesem Denkmal hochladen | Geyerin-Pinge; Dreikönigs-Pinge mit Karlsschacht; Magazin I (Waidgruben-Pinge); Waschblei-Pinge; Topas-Pinge | Gottesberg (Karte)              | 1512–1541 (Bergbauanlagenteil); 1644–1649 (Bergbauanlagenteil)              | Geyerin-Pinge, Dreikönigs-Pinge, Waidgruben-Pinge (Magazin I), Waschblei-Pinge, Topas-Pinge, Grummetstock-Fundgrube (Neuberger Revier); von regionalgeschichtlichem, technikgeschichtlichem und bauhistorischem Wert. | 09248170 |
| Direkt Bild zu diesem Denkmal hochladen | Behälter mit Abdeckung eines ehemaligen hydraulischen Widders                                                | Gottesberg (Karte)              | bezeichnet 1910 (Behälter des Widders)                                      | stromlose Wasserhebevorrichtung, auch Stoßheber genannt, eines der letzten technikgeschichtlichen Zeugnisse dieser Art in Sachsen. | 09234467 |
| Weitere Bilder                          | Floßgrabensystem Göltzsch-Elster-Flöße (Sachgesamtheit); Der Obere und Untere Floßgraben                     | Hammerbrücke (Karte)            | 1584 (Inbetriebnahme Oberer Floßgraben); 1597–1599 (Bau Unterer Floßgraben) | Sachgesamtheitsbestandteil der Sachgesamtheit Floßgrabensystem Göltzsch-Elster-Flöße in der Gemeinde Muldenhammer, OT Hammerbrücke: Teilabschnitt »Der Obere und Untere Floßgraben« des Floßgrabensystems als Sachgesamtheitsteil (siehe auch Sachgesamtheitsliste -Obj. 09234379, Gemeinde Grünbach, OT Muldenberg); der »Obere und Untere Floßgraben« sind die Fortführung aus dem Flurbereich Grünbach, OT Muldenberg sowie des »Saubachrisses« und des »Kielfloßgrabens« aus dem Flurbereich Klingenthal, Ortsteil Mühlleithen, zum Flößen von Scheitholz für die einheimische Industrie (Brennholz), teilweise sehr gut erhaltenesFloßgrabensystem, von technikgeschichtlichem und regionalhistorischem Wert. | 09234027 |
| Direkt Bild zu diesem Denkmal hochladen | Eisenbahnstrecke Chemnitz–Aue–Adorf, Abschnitt Schönheide–Muldenberg (Sachgesamtheit)                        | Hammerbrücke                    | 1875 (Eisenbahnanlage)                                                      | Sachgesamtheitsbestandteil der Sachgesamtheit Eisenbahnstrecke Chemnitz–Aue–Adorf, Abschnitt Schönheide–Muldenberg, Teilabschnitt Muldenhammer, OT Hammerbrücke, mit den Einzeldenkmalen: Bahnwärterhaus mit Nebengebäude und Brunnen (Friedrichsgrüner Straße 80) km 85, 520, Empfangsgebäude mit Güterschuppen Bahnhof Hammerbrücke (Am Bahnhof 1) km 87, 700 (siehe Einzeldenkmalliste -Obj. 09302601, Am Bahnhof 1), mit den Sachgesamtheitsteilen: Gleisanlagen, Signal-, Sicherungs- und Fernmeldeanlagen, Bahnsteig- und Gleisfeldbeleuchtung, Streckenkilometrierung und folgenden Bestandteilen als weitere Sachgesamtheitsteile: Bahnübergang mit Warnanlage mit Beleuchtung km 85, 550, ungesicherter Wegübergang mit Andreaskreuzen, daneben Bahnmeisterwerkzeugkiste km 86, 810, gesicherter Bahnübergang mit Halbschrankenanlage und Beleuchtung km 87, , unbeschrankter Bahnübergang mit Warnblinkanlage und Beleuchtung km 87,530, Stationsschild Bahnhof »Hammerbrücke« km 87,550, Seitenladerampe mit Ladestraße km 87, 800, eiserne Wasserleitung parallel zur Strecke bis Bahnhof Muldenberg(siehe auch Sachgesamtheitsliste -Obj. 09247513, Höhenluftkurort Grünbach, OT Muldenberg); Teilstück der Eisenbahnstrecke Chemnitz–Aue–Adorf zwischen Bahnhof Schönheide Ost (km 71, 275) und Bahnhof Muldenberg (km 89, 00), technikgeschichtlicher und regionalhistorisch bedeutsamer Teilabschnitt mit ortsgeschichtlichem Wert. | 09247515 |
| Direkt Bild zu diesem Denkmal hochladen | Eisenbahnstrecke Chemnitz–Aue–Adorf, Abschnitt Schönheide–Muldenberg (Sachgesamtheit); Bahnhof Hammerbrücke  | Hammerbrücke                    | 1875 (Bahnhof)                                                              | Einzeldenkmale der Sachgesamtheit Eisenbahnstrecke Chemnitz–Aue–Adorf, Abschnitt Schönheide–Muldenberg, Teilabschnitt Muldenhammer, OT Hammerbrücke: Bahnwärterhaus mit Nebengebäude und Brunnen (Friedrichsgrüner Straße 80) km 85, 520, Empfangsgebäude mit Güterschuppen Bahnhof Hammerbrücke (Am Bahnhof 1) km 87, 700 (siehe auch Sachgesamtheitsliste -Obj. 09247515, ohne Anschrift); ortsgeschichtlicher Wert. | 09302601 |
| Direkt Bild zu diesem Denkmal hochladen | Eisenbahnstrecke Chemnitz–Aue–Adorf, Abschnitt Schönheide–Muldenberg (Sachgesamtheit)                        | Morgenröthe-Rautenkranz         | 1875 (Eisenbahnanlage)                                                      | Sachgesamtheitsbestandteil der Sachgesamtheit Eisenbahnstrecke Chemnitz–Aue–Adorf, Abschnitt Schönheide–Muldenberg, Teilabschnitt Muldenhammer, OT Morgenröthe-Rautenkranz, mit dem Einzeldenkmal: Bahnwärterhaus mit Schuppen (Morgenröther Straße 2) km 80,170 (siehe Einzeldenkmalliste -Obj. 09302600), sowie mit folgenden Sachgesamtheitsteilen: Unterführung eines Wirtschaftsweges km 79,350, Überführung über Bach oder Mühlgraben km 79,300, zwei Stationsschilder Bahnhof »Rautenkranz« km 79,450 und km 79,845, Seitenladerampe km 79,550, beschrankter Überweg eines Wirtschaftsweges (Holzschranke) km 79,850, Überführung über einen Mühlgrabens km 79,92 bzw. Mühlgrabendurchlass km 80,120, beschrankter Bahnübergang km 80, 170, Überführung über einen Graben km 80,210, Brücke über die Große Pyra km 80,290, verrohrter Durchlass km 81,150, Wegübergang mit Andreaskreuzen km 81,25 (siehe auch Sachgesamtheitsliste -Obj. 09247513, Höhenluftkurort Grünbach, OT Muldenberg); Teilstück der Eisenbahnstrecke Chemnitz–Aue–Adorf zwischen Bahnhof Schönheide Ost (km 71, 275) und Bahnhof Muldenberg (km 89, 400), technikgeschichtlich und regionalhistorisch bedeutsam. | 09247512 |
| Direkt Bild zu diesem Denkmal hochladen | Eisenbahnstrecke Chemnitz–Aue–Adorf, Abschnitt Schönheide–Muldenberg (Sachgesamtheit)                        | Morgenröthe-Rautenkranz (Karte) | 1875 (Bahnwärterhaus)                                                       | Einzeldenkmale der Sachgesamtheit Eisenbahnstrecke Chemnitz–Aue–Adorf, Abschnitt Schönheide–Muldenberg, Teilabschnitt Muldenhammer, OT Morgenröthe-Rautenkranz: Bahnwärterhaus mit Schuppen (siehe auch Sachgesamtheitsliste, Muldenhammer, OT Morgenröthe-Rautenkranz -Obj. 09247512); technikgeschichtlich und regionalhistorisch von Bedeutung. | 09302600 |
| Direkt Bild zu diesem Denkmal hochladen | Schaubergwerk Schneckenstein; Grube Tannenberg (Sachgesamtheit)                                              | Schneckenstein (Karte)          | 1936–1964, im Kern älter (Bergbauanlage)                                    | Sachgesamtheit Grube Tannenberg: Bergwerk mit Stollenanlage »Grube Tannenberg«, mit Zechenhaus, Mundloch sowie Lichtlöchern und Pingen oberhalb der Stollen (alles Sachgesamtheitsteile); technikgeschichtlich und regionalhistorisch bedeutsam. | 09234517 |
| Direkt Bild zu diesem Denkmal hochladen | Teile einer Dampfmaschine                                                                                    | Schneckenstein (Karte)          | 1912 (Dampfmaschine)                                                        | ehemalige Einzylinder-Gegendruckdampfmaschine aus dem aufgelassenen Klingenthaler Sägewerk, Umlagerung der Teile in das Vogtländische Mineralienzentrum in Tannenbergsthal, von technikgeschichtlichen Wert. | 09236985 |
| Direkt Bild zu diesem Denkmal hochladen | Eisenbahnstrecke Chemnitz–Aue–Adorf, Abschnitt Schönheide–Muldenberg (Sachgesamtheit)                        | Tannenbergsthal                 | 1875 (Eisenbahnanlage)                                                      | Sachgesamtheitsbestandteil der Sachgesamtheit der Eisenbahnstrecke Chemnitz–Aue–Adorf, Abschnitt Schönheide–Muldenberg, Teilabschnitt Muldenhammer, OT Tannenbergsthal, mit den Sachgesamtheitsteilen: Gleisanlagen, Signal-, Sicherungs- und Fernmeldeanlagen, Bahnsteig- und Gleisfeldbeleuchtung und Streckenkilometrierung sowie mit folgenden Bestandteilen als weitere Sachgesamtheitsteile: Brücke über den Wiesenbach km 81,260, Durchlass für einen Bahngraben km 81,500, Abschnittsstein von Streckenmeisterbereichen km 81,500, Beamtenwohnhaus der Bahnmeisterei (Klingenthaler Straße 60c) km 81,860, Kopf- und Seitenrampe km 81,900, Seitenladerampe km 82,0 km 82,1, Wasserstation km 82,135, ehemals viergleisiger beschrankter Bahnübergang mit technischer Ausstattung km 82,220, Durchlass für die Kleine Pyra km 82,225, Stationsschild Bahnhof »Tannenbergsthal« km 82,290, beschrankter Bahnübergang über die Auerbacher Straße mit technischer Ausstattung km 82,460, Durchlass km 82,570, Kilometerstein 83 km 83, Bahnwärterhaus (Am Hochmoor 10) mit Nebengebäude und beschrankter Bahnübergang eines Wirtschaftsweges km 83,730 (siehe auch Sachgesamtheitsliste -Obj. 09247513, Höhenluftkurort Grünbach, OT Muldenberg); Teilstück der Eisenbahnstrecke Chemnitz–Aue–Adorf zwischen Bahnhof Schönheide Ost (km 71,275) und Bahnhof Muldenberg (km 89,400), technikgeschichtlich und regionalhistorisch bedeutsam.     | 09246544 |
| Direkt Bild zu diesem Denkmal hochladen | Lederfabrik Eduard Keffel (ehem.)                                                                            | Tannenbergsthal (Karte)         | bezeichnet 1891 (Fabrikgebäude)                                             | Fabrikgebäude; zwischen Schneckensteiner Straße und Klingenthaler Straße gelegen, Kopfbau und im rechten Winkel stehende Klinkerbauten, ehemalige Wachstuch-, Ledertuch-, Kunstleder- und Linoleum-Fabrik, technikgeschichtlich und regionalhistorisch bedeutsam. | 09234459 |

## Netzschkau, Stadt
| Bild                                    | Bezeichnung | Lage               | Datierung                               | Beschreibung | ID       |
| --------------------------------------- | --- | ------------------ | --------------------------------------- | --- | -------- |
| Direkt Bild zu diesem Denkmal hochladen | Fabrikgebäude sowie Pförtnerhaus und Transformatorenturm                                                                 | Brockau (Karte)    | um 1930 (Fabrikgebäude)                 | von baugeschichtlichem und ortsgeschichtlichem Wert. | 09300673 |
| Direkt Bild zu diesem Denkmal hochladen | Sachgesamtheit Königlich-Sächsische Triangulierung („Europäische Gradmessung im Königreich Sachsen“); Station 23 Kuhberg | Brockau (Karte)    | bezeichnet 1868 (Triangulationssäule)   | Reststück einer Triangulationssäule; Station der Königlich-Sächsischen Triangulation, Netz 1. Ordnung, wissenschaftsgeschichtlich und technikgeschichtlich von Bedeutung.                                                              | 09209907 |
| Direkt Bild zu diesem Denkmal hochladen | Transformatorenhäuschen                                                                                                  | Brockau (Karte)    | um 1912 (Transformatorenstation)        | Denkmal der Technik- und Ortsgeschichte | 09209901 |
| Weitere Bilder                          | Göltzschtalbrücke | Netzschkau (Karte) | 1846–1851 (Eisenbahnbrücke)             | Eisenbahnbrücke; größte Eisenbahn-Ziegelbrücke der Welt, ursprünglich Strecke Leipzig–Nürnberg, überregional bedeutendes Denkmal der Verkehrsgeschichte, von besonderer landschaftsprägender Wirkung.                                  | 09209786 |
| Weitere Bilder                          | Bahnhof Netzschkau | Netzschkau (Karte) | Mitte 19. Jahrhundert (Empfangsgebäude) | Empfangsgebäude sowie Schuppen eines Bahnhofs; im Rundbogenstil des 19. Jahrhunderts, ortsgeschichtlich und eisenbahngeschichtlich von Bedeutung.                                                                                      | 09246523 |
| Direkt Bild zu diesem Denkmal hochladen | Ketzels Mühle | Netzschkau (Karte) | im Kern 1885 (Mühle); 1904 (Mühle)      | Mühle mit technischer Ausstattung sowie Remisengebäude; Gebäudekomplex von historischer Bedeutung und landschaftsgestaltendem Wert. | 09209344 |
| Weitere Bilder                          | Bahnhof Göltzschtalbrücke                                                                                                | Netzschkau (Karte) | vor 1900 (Personenbahnhof)              | Ehemaliger Bahnhof Göltzschtalbrücke, bestehend aus Empfangsgebäude, kleinem Funktionsgebäude (wahrscheinlich Abortanlagen), Beamtenwohnhaus mit Nebengebäude sowie Güterschuppen; Bauensemble von eisenbahngeschichtlicher Bedeutung. | 09209340 |
| Direkt Bild zu diesem Denkmal hochladen | Zwei Eisenbahnspeditionswagen der ehemaligen Firmen Wilhelm Dietzsche und Schumann Werdau                                | Netzschkau (Karte) | um 1870 (Eisenbahnwagen)                | vermutlich letzte erhaltene Speditionswagen beider Firmen aus der Zeit vor 1900 in Sachsen. | 09246531 |

## Neuensalz
| Bild                                    | Bezeichnung                                                                                | Lage               | Datierung                                 | Beschreibung                                                                               | ID       |
| --------------------------------------- | ------------------------------------------------------------------------------------------ | ------------------ | ----------------------------------------- | ------------------------------------------------------------------------------------------ | -------- |
| Direkt Bild zu diesem Denkmal hochladen | Autobahnbrücke                                                                             | Altensalz (Karte)  | 1930er Jahre (Autobahnbrücke)             | technisches Denkmal von Seltenheitswert                                                    | 09232452 |
| Direkt Bild zu diesem Denkmal hochladen | Kilometerstein                                                                             | Gansgrün (Karte)   | 19. Jahrhundert (Kilometerstein)          | verkehrsgeschichtliche Bedeutung                                                           | 09232459 |
| Direkt Bild zu diesem Denkmal hochladen | Abraumhalden des Wismutbergbaus                                                            | Mechelgrün (Karte) | um 1950–1970 (Halde)                      | technikgeschichtliche, ortshistorische und landschaftsgestaltende Bedeutung                | 09232509 |
| Direkt Bild zu diesem Denkmal hochladen | Wohnmühlenhaus eines Mühlengehöfts, mit technischer Ausstattung und Resten des Wasserbaues | Mechelgrün (Karte) | 1722 und später (Mühle)                   | Obergeschoss Fachwerk verbrettert, technikgeschichtliche und ortsgeschichtliche Bedeutung. | 09232514 |
| Direkt Bild zu diesem Denkmal hochladen | Königlich-Sächsische Meilensteine (Sachgesamtheit)                                         | Neuensalz (Karte)  | 19. Jahrhundert (Meilenstein)             | Meilenstein; verkehrsgeschichtlich von Bedeutung.                                          | 09232454 |
| Direkt Bild zu diesem Denkmal hochladen | Straßenbrücke über den Rabenbach                                                           | Neuensalz (Karte)  | um 1900 (Straßenbrücke)                   | Bogenbrücke mit Wangen aus Naturstein, verkehrstechnisches Denkmal.                        | 09232444 |
| Direkt Bild zu diesem Denkmal hochladen | Straßenbrücke über den Rabenbach                                                           | Neuensalz (Karte)  | 1. Hälfte 19. Jahrhundert (Straßenbrücke) | Bruchstein-Bogenbrücke, verkehrstechnisches Denkmal.                                       | 09232446 |
| Direkt Bild zu diesem Denkmal hochladen | Königlich-Sächsische Meilensteine (Sachgesamtheit)                                         | Thoßfell (Karte)   | Mitte 19. Jahrhundert (Meilenstein)       | Meilenstein; Denkmal der Verkehrsgeschichte                                                | 09232501 |
| Direkt Bild zu diesem Denkmal hochladen | Königlich-Sächsische Meilensteine (Sachgesamtheit)                                         | Thoßfell (Karte)   | Mitte 19. Jahrhundert (Meilenstein)       | Meilenstein; Denkmal der Regional- und Verkehrsgeschichte.                                 | 09232500 |
| Direkt Bild zu diesem Denkmal hochladen | Wegestein                                                                                  | Thoßfell (Karte)   | Ende 19. Jahrhundert (Wegestein)          | Granitwegweiser, verkehrsgeschichtlich von Bedeutung.                                      | 09232498 |

## Neumark
| Bild                                    | Bezeichnung                                     | Lage              | Datierung                                                      | Beschreibung | ID       |
| --------------------------------------- | ----------------------------------------------- | ----------------- | -------------------------------------------------------------- | --- | -------- |
| Direkt Bild zu diesem Denkmal hochladen | Kaiserstraße                                    | Neumark (Karte)   | 19. Jahrhundert (Straßenbrücke)                                | Steinbogenbrücke der alten Poststraße; ortshistorisch bedeutendes verkehrstechnisches Denkmal, Zeugnis einer der ältesten Straßen von Neumark ins östliche Vogtland.                                                                                        | 09209990 |
| Direkt Bild zu diesem Denkmal hochladen | Isolde-Schacht                                  | Neumark (Karte)   | 19. Jahrhundert (Mundloch)                                     | Mundloch des Isolde-Schachtes (Eisenbergbau); Denkmal der Ortsgeschichte und Technikgeschichte. | 09209850 |
| Direkt Bild zu diesem Denkmal hochladen | Bahnhof Neumark                                 | Neumark (Karte)   | 1886, Umbau 1895 (Stationsgebäude)                             | Bahnhof mit Empfangsgebäude, Straßenbrücke über die Eisenbahn (an der Werdauer Straße) mit Stützmauer, zwei Eisenbahner-Wohnhäuser (Anschriften: Am Bahnhof 1 und Werdauer Straße 31) und Güterschuppen; Denkmal der Verkehrsgeschichte und Ortsgeschichte. | 09209827 |
| Direkt Bild zu diesem Denkmal hochladen | Bahnhof Neumark                                 | Neumark (Karte)   | 1886, Umbau 1895 (Stationsgebäude)                             | Bahnhof mit Empfangsgebäude, Straßenbrücke über die Eisenbahn (an der Werdauer Straße) mit Stützmauer, zwei Eisenbahner-Wohnhäuser (Anschriften: Am Bahnhof 1 und Werdauer Straße 31) und Güterschuppen; Denkmal der Verkehrsgeschichte und Ortsgeschichte. | 09209827 |
| Direkt Bild zu diesem Denkmal hochladen | Erlmühle                                        | Neumark (Karte)   | 1460 (Ersterwähnung); bezeichnet 1789 (Schlussstein im Portal) | Mühle (ehemals Mahl-, Schneid- und Büttermühle) und Nebengebäude; Ensemble mit hohem Zeugniswert für die Ortsgeschichte. | 09209818 |
| Direkt Bild zu diesem Denkmal hochladen | Bogenbrücke                                     | Neumark (Karte)   | um 1895 (Straßenbrücke)                                        | von besonderer ortsbildprägender Wirkung | 09209860 |
| Direkt Bild zu diesem Denkmal hochladen | Marktelle                                       | Neumark (Karte)   | bezeichnet 1669 (Längenmaß (Elle))                             | Markt-Elle; schmiedeeisernes Messgerät der Tuchhändler, sehr selten erhaltenes Zeugnis städtischen Gemeinwesens, technisches Denkmal. | 09209857 |
| Direkt Bild zu diesem Denkmal hochladen | Weberei Friedrich Heyer                         | Neumark (Karte)   | um 1915 (Fabrik); um 1915 (Kontorhaus)                         | Produktionsgebäude (Nr. 18), Schornstein, Kontorgebäude (Nr. 16), Einfriedungsmauer und Wellblechgarage sowie Buchen-Allee (Gartendenkmal) auf dem Gelände einer ehemaligen Weberei; Ensemble von bau-, orts- und technikgeschichtlicher Bedeutung.         | 09209829 |
| Direkt Bild zu diesem Denkmal hochladen | Bahnhof Neumark                                 | Neumark (Karte)   | 1886, Umbau 1895 (Stationsgebäude)                             | Bahnhof mit Empfangsgebäude, Straßenbrücke über die Eisenbahn (an der Werdauer Straße) mit Stützmauer, zwei Eisenbahner-Wohnhäuser (Anschriften: Am Bahnhof 1 und Werdauer Straße 31) und Güterschuppen; Denkmal der Verkehrsgeschichte und Ortsgeschichte. | 09209827 |
| Weitere Bilder                          | Kursächsische Postmeilensäulen (Sachgesamtheit) | Neumark (Karte)   | bezeichnet 1731 (Viertelmeilenstein)                           | Postmeilensäule; Viertelmeilenstein, verkehrsgeschichtlich von Bedeutung. | 09209835 |
| Direkt Bild zu diesem Denkmal hochladen | Bahnwärterhaus                                  | Schönbach (Karte) | um 1895 (Bahnwärterhaus)                                       | Typenbau, Denkmal der Verkehrsgeschichte. | 09209846 |

## Neustadt/Vogtl.
| Bild                                    | Bezeichnung                                        | Lage               | Datierung                     | Beschreibung                                                                  | ID       |
| --------------------------------------- | -------------------------------------------------- | ------------------ | ----------------------------- | ----------------------------------------------------------------------------- | -------- |
| Direkt Bild zu diesem Denkmal hochladen | Königlich-Sächsische Meilensteine (Sachgesamtheit) | Poppengrün (Karte) | 19. Jahrhundert (Meilenstein) | Meilenstein; zum Wegweiserstein umgestaltet, verkehrsgeschichtliches Denkmal. | 09246924 |

## Oelsnitz/Vogtl., Stadt
| Bild                                    | Bezeichnung                             | Lage                  | Datierung                                                           | Beschreibung | ID       |
| --------------------------------------- | --------------------------------------- | --------------------- | ------------------------------------------------------------------- | --- | -------- |
| Direkt Bild zu diesem Denkmal hochladen | Straßenbrücke über den Görnitzbach      | Görnitz (Karte)       | 19. Jahrhundert (Straßenbrücke)                                     | Steinbogenbrücke, ortsbildprägendes Denkmal der Verkehrsgeschichte. | 09247107 |
| Direkt Bild zu diesem Denkmal hochladen | Kalkofen                                | Magwitz (Karte)       | 1. Hälfte 19. Jahrhundert (Kalkofen)                                | Sachzeugnis der Bergbaugeschichte im Vogtland, bildet Zusammenhang mit dem 1 km entfernten Stollenmundloch und Planschwitzer Schichten, Bestandteil des Lehr- und Wanderpfades »Vogtländischer Bergbau«, Denkmal der Technikgeschichte. | 09232938 |
| Direkt Bild zu diesem Denkmal hochladen | Brunnenhaus                             | Oberhermsgrün (Karte) | um 1946 (Brunnenhaus)                                               | straßenbildprägendes Zeugnis der Wirtschaftsweise vergangener Zeiten. | 09209980 |
| Direkt Bild zu diesem Denkmal hochladen | Brunnenhaus neben dem Dorfteich         | Oberhermsgrün (Karte) | um 1946 (Brunnenhaus)                                               | straßenbildprägendes Zeugnis der Wirtschaftsweise vergangener Zeiten. | 09209977 |
| Direkt Bild zu diesem Denkmal hochladen | Bahnhof Oelsnitz (Vogtl.)               | Oelsnitz (Karte)      | um 1870 (Empfangsgebäude)                                           | Empfangsgebäude und Bahnsteigüberdachung eines Bahnhofs; zeittypischer Putzbau in den Formen des Spätklassizismus, von städtebaulicher und verkehrsgeschichtlicher Bedeutung, zum Teil noch in gutem Originalzustand. | 09234791 |
| Direkt Bild zu diesem Denkmal hochladen | Vogtländische Gardinenmanufaktur        | Oelsnitz (Karte)      | nach 1859 (Fabrikgebäude)                                           | Ehemalige Textilfabrik (heute Wohnhaus) in geschlossener Bebauung und in Ecklage; gut proportionierter Putzbau von städtebaulichem sowie regionalgeschichtlichem Wert. | 09234604 |
| Direkt Bild zu diesem Denkmal hochladen | Wetzsteinsche Brauerei                  | Oelsnitz (Karte)      | Ende 19. Jahrhundert (Brauerei)                                     | Ehemalige Brauerei; eine Gebäudegruppe zeittypischer Klinkerbauten von industriegeschichtlicher und stadtbildprägender Bedeutung. | 09234608 |
| Direkt Bild zu diesem Denkmal hochladen | Miederwarenfabrik Moritz Hendel & Söhne | Oelsnitz (Karte)      | um 1900 (Fabrikgebäude)                                             | Fabrikanlage in offener Bebauung, mit Fabrikschornstein; zeittypischer, funktionaler und gut proportionierter Klinkerbau von stadtbildprägender und ortsgeschichtlicher Bedeutung. | 09234735 |
| Direkt Bild zu diesem Denkmal hochladen | Fabrikgebäude in halboffener Bebauung   | Oelsnitz (Karte)      | um 1910 (Fabrikgebäude)                                             | sehr gut proportionierter, zeittypischer schlicht gegliederter Putzbau von ortsbildprägender und baugeschichtlicher Bedeutung, guter Originalzustand. | 09234780 |
| Direkt Bild zu diesem Denkmal hochladen | Talsperre Pirk                          | Planschwitz (Karte)   | 1935–1939 (Talsperre); bezeichnet 1938 (Schieberhaus)               | Staumauer einer Talsperre mit Schieber- und Turbinenhaus, Tosbecken und Brücke, Treppe zum Wärterhaus, innen Voith-Turbine sowie Stauklappen, weiterhin mit flussabwärts gelegenem Pegelhaus und Reststück des Mühlgrabens der ehemaligen Getreidemühle Magwitz sowie Sperrmauer der Vorsperre Dobeneck; bedeutende architektonischwasserbautechnische Gesamtanlage von hohem Dokumentationswert, wertvoll sowohl in baukünstlerischer als auch in technikgeschichtlicher Hinsicht, einzige Gewichtsstaumauer aus Beton mit Bruchsteinverkleidung in Sachsen, anspruchsvolle, zweckbetonte Gestaltung, gelungene Einfügung in die Landschaft, beinahe parkähnliche Gestaltung der Umgebung mit Blickachsen von der Schutzhütte (Magwitz) zur Talsperre, bildet Ensemble mit Schutzhütte (OT Magwitz, Flurstück 322b), Pläne: Landschaftsgestalter Werner Bauch aus Gößnitz, im Schieber- und Turbinenhaus zwei originale Grundablässe sowie eine Kaplan-Spiralturbine aus der Bauzeit erhalten. | 09232431 |
| Direkt Bild zu diesem Denkmal hochladen | Rittergut Planschwitz                   | Planschwitz (Karte)   | letztes Drittel 18. Jahrhundert (Herrenhaus); um 1850 (Gutsscheune) | Herrenhaus (Nr. 1) mit anschließendem Wirtschaftsgebäude (Nr. 3) sowie Scheune eines Rittergutes; Herrenhaus Putzbau mit Portal und Krüppelwalmdach, ortsgeschichtlich bedeutsam. | 09238901 |

## Pausa-Mühltroff, Stadt
| Bild                                    | Bezeichnung | Lage                   | Datierung                             | Beschreibung | ID       |
| --------------------------------------- | --- | ---------------------- | ------------------------------------- | --- | -------- |
| Direkt Bild zu diesem Denkmal hochladen | Sachgesamtheit Königlich-Sächsische Triangulierung („Europäische Gradmessung im Königreich Sachsen“); Station 156 Langenbach | Langenbach (Karte)     | bezeichnet 1876 (Triangulationssäule) | Triangulationssäule; Station der Königlich-Sächsischen Triangulation, Netz 2. Ordnung, wissenschaftsgeschichtlich und technikgeschichtlich von Bedeutung.                             | 09232001 |
| Direkt Bild zu diesem Denkmal hochladen | Straßenbrücke über die Wisenta                                                                                               | Mühltroff (Karte)      | vor 1900 (Straßenbrücke)              | Steinbogenbrücke, ortshistorisch und baugeschichtlich von Bedeutung. | 09246699 |
| Direkt Bild zu diesem Denkmal hochladen | Straßenbrücke über die Wisenta                                                                                               | Mühltroff (Karte)      | vor 1900 (Straßenbrücke)              | Steinbogenbrücke, nahe Schützenplatz, in gutem Originalzustand erhalten, ortsgeschichtlich und baugeschichtlich von Bedeutung.                                                        | 09246698 |
| Direkt Bild zu diesem Denkmal hochladen | Brunnenhaus | Mühltroff (Karte)      | um 1920 (Brunnenhaus)                 | in landschaftlich angepasster Bauweise errichteter Zweckbau. | 09246697 |
| Direkt Bild zu diesem Denkmal hochladen | Obermühle | Mühltroff (Karte)      | um 1800 (Mühle)                       | Ehemalige Wassermühle mit Wohnhaus und Seitengebäude; Anlage von bau- und ortsgeschichtlicher Bedeutung.                                                                              | 09246696 |
| Direkt Bild zu diesem Denkmal hochladen | Metalltuchweberei O. Seele Nachf.                                                                                            | Pausa/Vogtl. (Karte)   | 1895 gegründet (Stickerei)            | Ehemalige Stickereifabrik mit Verwaltungsbau/Kontor, Dampfkesselanlage und Einfriedung; Klinkergebäude, baugeschichtliche, technikhistorische und ortshistorische Bedeutung.          | 09232254 |
| Direkt Bild zu diesem Denkmal hochladen | Straßenlaterne | Pausa/Vogtl. (Karte)   | bezeichnet 1903 (Laterne)             | Rest der ersten öffentlichen elektrischen Straßenbeleuchtung der Stadt mit ortshistorischer und technikgeschichtlicher Bedeutung.                                                     | 09232067 |
| Direkt Bild zu diesem Denkmal hochladen | Sachgesamtheit Königlich-Sächsische Triangulierung („Europäische Gradmessung im Königreich Sachsen“); Station 155 Sandberg   | Thierbach (Karte)      | bezeichnet 1876 (Triangulationssäule) | Triangulationssäule; Station der Königlich-Sächsischen Triangulation, Netz 2. Ordnung, wissenschaftsgeschichtlich und technikgeschichtlich von Bedeutung.                             | 09232020 |
| Direkt Bild zu diesem Denkmal hochladen | Oertelsmühle | Unterreichenau (Karte) | 1859 (Mühle); erweitert 1924 (Mühle)  | Ehemalige Mühle mit Wohnhaus, Mühlengebäude (mit technischer Ausstattung), Schuppen und Remise; geschlossen erhaltene Anlage, ortsgeschichtliche und technikgeschichtliche Bedeutung. | 09232032 |

## Plauen, Stadt
| Bild                                    | Bezeichnung | Lage                      | Datierung | Beschreibung | ID       |
| --------------------------------------- | --- | ------------------------- | --- | --- | -------- |
|                                         | Weisbachsches Haus | Altstadt (Karte)          | 1777–1778 (Kattundruckerei und Wohnhaus); 1790 (Baumwollspinnerei-Ergänzungsbau der Kattundruckerei); nach 1900 (Fabrikpark)                                                                                                 | Ehemalige Kattundruckerei und Wohnhaus, später erweitert durch eine Baumwollspinnerei, mit Gartenanlage (Fabrikpark) und Einfriedung; eindrucksvolle, repräsentative spätbarocke Manufakturanlage, von hohem stadtgeschichtlichen, technikgeschichtlichen und künstlerischen Wert. | 09245934 |
| Direkt Bild zu diesem Denkmal hochladen | Mühlgraben | Altstadt (Karte)          | im 13. Jahrhundert urkundlich belegt (Mühlenanlagenteil) | Gesamtverlauf des historischen Mühlgrabens vom Abzweig der Elster bis zur Einmündung in die Elster. | 09245940 |
|                                         | Wäschefabrik Gebr. F. & M. Simon (ehem.); VEB Plauener Damenkonfektion (später) | Bahnhofsvorstadt (Karte)  | 1924 (Textilindustrieanlagenteil) | Ehemalige Textilfabrik, heute Berufsbildungs- und Technologiezentrum Vogtland; architektonisch anspruchsvoll gestaltetes Bauwerk. | 09247334 |
|                                         | Oberer Bahnhof Plauen (Vogtl.) | Bahnhofsvorstadt (Karte)  | 1970–1973 (Bahnhof); 1973 (Wand- und Deckenbild); um 1870 (Lokschuppen); bezeichnet 1977 (Drehscheibe) | Empfangsgebäude (Nr. 2) mit Verbindungsgang und Aufgängen zu den Bahnsteigen der Eisenbahn, Wandbild in der Empfangshalle und weiterer fester bauzeitlicher Ausstattung, Verbindungstrakt zum Busbahnhof mit Büro-, Speise- und Sozialräumen (Nr. 10), Freifläche mit Treppenanlage vor dem Empfangsgebäude (mit ODF-Gedenktafel Paul Dittmann) sowie dem Empfangsgebäude vorgelagerte gärtnerische Freiflächengestaltung; einheitlich und nach modernsten Erkenntnissen gestalteter Bahnhof für Eisenbahn und Nahverkehr, zu seiner Entstehungszeit modernster Bahnhof der DDR; auf dem Bahngelände in einiger Entfernung als Anlage von technikgeschichtlichem Wert: historischer Lokschuppen (ca. 1870) mit Drehscheibe bezeichnet 1977, Wasserkran und originaler Leuchte. | 09301239 |
|                                         | Alaunbergwerk | Bahnhofsvorstadt (Karte)  | 1542 (Bergbau) | Ehemaliges Alaunbergwerk; regionalhistorisch bedeutsames technisches Denkmal. | 09245757 |
|                                         | Schlachthof Plauen (Sachgesamtheit) | Bahnhofsvorstadt (Karte)  | 1898–1901 (Schlachthof) | Sachgesamtheit Schlachthof mit Kessel- und Maschinenhaus, Wasserturm, kleine und große Viehhalle (ehem. Schweine- und Kleinviehverkaufshalle sowie Rinderverkaufshalle), Schlachthallen (ehem. Schweine- und Kleinviehschlachthalle und Rinderschlachthalle), ehemaliger Rinder- und Pferdestall, Verwaltungsgebäude sowie ehemalige Fellage und Großviehkuttelei und Einfriedungsmauer (Einzeldenkmale siehe gleiche Anschrift Obj 09301835); industriegeschichtlich bedeutsam als eine der wenigen, noch weitgehend vollständig erhaltenen Anlagen im Regierungsbezirk Chemnitz. | 09246786 |
|                                         | Ehemaliges Fabrikationsgebäude für Stickerei, Spitze und Konfektion | Bahnhofsvorstadt (Karte)  | 1912 (Textilindustrie) | gleiche Gestaltung wie Nachbarhaus Friedensstraße 30, mit diesem eine Einheit bildend, siehe Karlstraße. | 09246914 |
|                                         | Ebertbrücke (ehem.); Friedrich-August-Brücke (ehem.); Friedensbrücke | Bärenstein (Karte)        | 1903–1905 (Straßenbrücke) | Straßenbrücke, das Syratal überspannend; größte freispannende Steinbogenbrücke Deutschland. | 09245840 |
|                                         | Stickerei-Manufaktur Johannes Singer (ehem.) | Bärenstein (Karte)        | 1909 (Textilindustrie) | Ehemaliges Geschäftshaus einer Stickereifabrik; später Verkaufszentrale der Falkensteiner Gardinenweberei und Bleicherei Kley van Delden, dominanter, städtebaulich bedeutsamer Putzbau, gleiche Gestaltung wie Nachbarhaus Weststraße 56. | 09246913 |
|                                         | Stickereifabrik und Konfektion Piefky & Franke (ehem.) | Bärenstein (Karte)        | 1914 (Wohn- und Geschäftshaus) | Wohn- und Geschäftshaus in geschlossener Bebauung; Stickereifabrik im Erdgeschoss und Hinterhaus, später Mechanische Weberei und Appreturanstalt, repräsentativer, architektonisch qualitätvoll gestalteter Bau von großer Bedeutung für das Ortsbild, ortsgeschichtlicher Wert (inzwischen abgerissen.) | 09245841 |
|                                         | Stickerei und Spitzenfabrik A. L. Lorenz (ehem.) | Bärenstein                | 1912 (Wohn- und Geschäftshaus) | Ehemaliges Wohn- und Geschäftshaus in halboffener Bebauung und in Ecklage, später Fabrikgebäude; nach 1935 Gardinenfabrik bzw. Damenwäschefabrik, heute Möbelhaus, repräsentatives, architektonisch qualitätvoll gestaltetes Gebäude von großer Bedeutung für das Ortsbild und für die Ortsgeschichte. | 09245842 |
| Direkt Bild zu diesem Denkmal hochladen | Ehemaliges Fabrik- und Handelsgebäude, heute Verwaltungsgebäude | Bärenstein (Karte)        | 1912 (Geschäftshaus) | repräsentativer dreigeschossiger Putzbau | 09246912 |
| Direkt Bild zu diesem Denkmal hochladen | Ehemaliges Geschäftshaus (nur Vordergebäude) | Chrieschwitz (Karte)      | 1910 (Geschäftshaus) | architektonisch anspruchsvoller Putzbau von baugeschichtlichem Wert. | 09300585 |
|                                         | Bahnhof Plauen (Vogtl.)-Chrieschwitz | Chrieschwitz (Karte)      | 1923 (Empfangsgebäude) | Empfangsgebäude; traditionelle, landschaftsgeprägte Bahnbauten von bau- und stadtgeschichtlichem Wert. | 09247253 |
| Direkt Bild zu diesem Denkmal hochladen | Handstickerei und Spitzenfabrik W. Surmann, Filiale Plauen (ehem.) | Dobenau (Karte)           | 1911 (Fabrik) | Ehemalige Textilfabrik; repräsentativer Fabrikbau in ausgezeichnetem Originalzustand von hohem städtebaulichen Wert. | 09245928 |
| Direkt Bild zu diesem Denkmal hochladen | Produktionsgebäude der Sägerei und Holzhausfirma Enno Zimmermann sowie Lokomobile mit Beschickungsanlage (Fa. Heinrich Lanz AG Mannheim) und Wasserhochbehälter (Fa. Hans Reisert & Co. Köln-Braunsfeld), Steg zur Beschickung der Anlage sowie Schornstein | Dobenau (Karte)           | 1925 (Lokomobile); ca. 1920er Jahre (Wasserhochbehälter); bezeichnet 1903 (Schornstein); ca. 1903 (Fabrikgebäude) | Industrie-Klinkerbau mit Zierelementen und prägnantem Thermenfenster, bau- und industriegeschichtliche Bedeutung; die Lokomobile eine der wenigen noch erhaltenen ortsfesten Exemplare Lokomobile in Sachsen; große technikgeschichtliche Bedeutung. | 09302325 |
| Direkt Bild zu diesem Denkmal hochladen | Hochgarage, Pförtnerhaus, Bürogebäude und ehemalige Tankstelle mit Flugdach und Kassenhäuschen eines Garagenkomplexes | Dobenau (Karte)           | 1927 (Garage); 1927–1937 (Pförtnerhaus); 1927–1937 (Tankstelle) | z. T. Einflüsse der zeitgenössischen Neuen Sachlichkeit, baugeschichtlich und technikgeschichtlich von Bedeutung. | 09306219 |
| Direkt Bild zu diesem Denkmal hochladen | Hammerbrücke | Hammertorvorstadt (Karte) | nach 1910 (Straßenbrücke) | Straßenbrücke mit Böschungsmauerwerk (stromaufwärts rechte Uferseite) über die Weiße Elster; qualitätvoll gestaltetes, dem Stand der Technik entsprechendes Brückenbauwerk in gutem Originalzustand. | 09247254 |
| Direkt Bild zu diesem Denkmal hochladen | Gardinenfabrik F. & B. Wolf (ehem.) | Hammertorvorstadt (Karte) | 1898 (Gardinenfabrik) | Ehemalige Textilfabrik, später Wohnhaus; bemerkenswerter, breitgelagerter Klinkerbau in charakteristischer Gestaltung, von städtebaulichem, stadtgeschichtlichem und baugeschichtlichem Wert. | 09247331 |
| Direkt Bild zu diesem Denkmal hochladen | Firma Iklé (ehem.) | Haselbrunn (Karte)        | 1906 (Textilindustrie) | Ehemaliges Geschäfts- und Stickmaschinengebäude, später Geschäftshaus; dreigeschossiger repräsentativer Industriebau von stadtgeschichtlicher und baugeschichtlicher Bedeutung. | 09245961 |
| Direkt Bild zu diesem Denkmal hochladen | Spitzenweberei Richard Kant (ehem.); Webspitzenwerke Hartenstein Richard Kant GmbH (später) | Haselbrunn (Karte)        | 1914 (Textilindustrie) | Fabrikgebäude, ehemalige Spitzenweberei; als Denkmal der Industriegeschichte Plauens bedeutsam. | 09247216 |
| Direkt Bild zu diesem Denkmal hochladen | Vogtländische Spitzenweberei AG (ehem.); VEB Plauener Spitze (später); Plauener Spitze GmbH | Haselbrunn (Karte)        | 1916 (Textilindustrie) | Produktionsgebäude einer Textilfabrik; aufwendig gestalteter, repräsentativer Putzbau von künstlerischem und stadtgeschichtlichem Wert. | 09247217 |
| Direkt Bild zu diesem Denkmal hochladen | Geschäftshaus Gustav Seifert (ehem.); Madrasweberei G. Methner (später); Metallwarenfabrik W. Hallbauer (später) | Haselbrunn (Karte)        | 1910 (Fabrik) | Industriebau, ehemals Geschäftshaus, später Weberei; markanter, den Straßenraum prägender Putzbau. | 09246701 |
| Direkt Bild zu diesem Denkmal hochladen | Wasserturm | Hofer Vorstadt (Karte)    | um 1910 (Wasserturm) | Wasserturm der Eisenbahn; charakteristischer, unverändert erhaltener Eisenbahnwasserturm, technikgeschichtlich von Bedeutung. | 09246587 |
| Direkt Bild zu diesem Denkmal hochladen | Panzerbrücke; Vogtländische Maschinenfabrik A.G. (VOMAG) | Hofer Vorstadt (Karte)    | 1942 (Eisenbahnbrücke) | Eisenbahnbrücke (sog. Panzerbrücke) der VOMAG; baukonstruktiv bemerkenswertes Brückenbauwerk, mit Kriegsschäden durch Bomben und Geschosse infolge der Luftangriffe auf die VOMAG 1945, gehört zu den letzten Zeugnissen der für Plauen einst bedeutenden Maschinenfabrik und ist zudem ein einzigartiges Geschichtszeugnis für die deutsche Rüstungsproduktion sowie die Luftangriffe auf Plauen während des Zweiten Weltkrieges, von großer geschichtlicher Bedeutung sowie von hohem Dokumentations- und Erinnerungswert. | 09299716 |
| Direkt Bild zu diesem Denkmal hochladen | Straßenbahntriebwagen Baureihe 79 und Beiwagen Baureihe 28 des VEB Waggonbau Gotha, Standort: Straßenbahndepot der Plauener Straßenbahn | Hofer Vorstadt (Karte)    | 1966 (Triebwagen); 1969 (Beiwagen) | verkehrsgeschichtlich bedeutsam. | 09247470 |
| Direkt Bild zu diesem Denkmal hochladen | Pfaffenmühle | Jößnitz (Karte)           | vor 1900 (Mühle) | Mühlenanlage mit altem und neuem Mühlenwohnhaus und Scheune; traditionsreiche Mühle von regionalhistorischer und landschaftsprägender Bedeutung. | 09247353 |
| Direkt Bild zu diesem Denkmal hochladen | Transformatorenhäuschen | Jößnitz (Karte)           | 1910 (Transformatorenstation) | singuläres Trafohäuschen im Park, technikgeschichtlich von Bedeutung | 09247711 |
| Direkt Bild zu diesem Denkmal hochladen | Viadukt Röttistal; Eisenbahnstrecke Leipzig-Connewitz–Hof | Jößnitz (Karte)           | 1850 (Viadukt) | Eisenbahnviadukt; auf der Eisenbahnstrecke Plauen–Nürnberg, fünfjochige Steinbogenbrücke (Ziegelmauerwerk unverputzt) in sehr gutem Originalzustand, von landschaftsprägendem und technikgeschichtlichem Wert. | 09247349 |
| Direkt Bild zu diesem Denkmal hochladen | Viadukt Kleinfriesen; Eisenbahnstrecke Lottengrün–Plauen–Chrieschwitz | Kleinfriesen (Karte)      | 1919–1921 (Eisenbahnbrücke) | Eisenbahnbrücke der ehemaligen Strecke Plauen -Falkenstein; landschaftsprägende Steinbogenbrücke. | 09246985 |
| Direkt Bild zu diesem Denkmal hochladen | Friesenbachtalbrücke | Kleinfriesen (Karte)      | um 1935 (Autobahnbrücke) | Autobahnbrücke über das Friesenbachtal; verkehrsgeschichtliche Bedeutung, landschaftsprägend. | 09246982 |
| Direkt Bild zu diesem Denkmal hochladen | Ehemalige Schmiede mit Wohnhaus, Scheune und Hofpflasterung | Kleinfriesen (Karte)      | 1. Hälfte 19. Jahrhundert (Schmiede); 1892 (Scheune) | regionalhistorisch bedeutsames Bauensemble. | 09246983 |
| Weitere Bilder                          | Wasserturm | Neundorf (Karte)          | um 1930 (Wasserturm) | Wasserturm mit Aussichtsplattform; weithin sichtbarer schlichter Turm von landschaftsprägendem Wert. | 09247078 |
|                                         | Alte Elsterbrücke | Neustadt (Karte)          | zwischen 1230 und 1244 (Straßenbrücke) | Straßenbrücke über die Elster; Bestandteil der historischen Stadtbefestigung Plauens, älteste erhaltene Steinbogenbrücke Sachsens, baugeschichtlich, technikgeschichtlich und regionalgeschichtlich von Bedeutung. | 09246547 |
|                                         | Kursächsische Postmeilensäulen (Sachgesamtheit) | Neustadt (Karte)          | bezeichnet 1726 (Postdistanzsäule); nach 1980 (Kopie einer Distanzsäule) | Postmeilensäule; Kopie einer Distanzsäule, verkehrs- und regionalhistorischer Bedeutung. | 09246550 |
| Direkt Bild zu diesem Denkmal hochladen | Bleicherei, Färberei und Appreturanstalt C. C. Münzing (ehem.) | Neustadt (Karte)          | 1901 (Fabrikgebäude); 1901 (Kessel- und Maschinenhaus) | Ehemaliges Fabrikgebäude sowie ehemaliges Maschinenhaus (südlicher eingeschossiger Anbau); zeittypische Fabrikanlage mit repräsentativem Hauptgebäude in Klinkerbauweise (Anbau mit Sheddach kein Denkmal)l | 09246557 |
| Direkt Bild zu diesem Denkmal hochladen | Chemische Bleicherei, Färberei und Appreturanstalt F. A. Hempel (ehem.) | Obere Aue (Karte)         | zwischen 1920/1930 (Kessel- und Maschinenhaus) | Maschinenhaus; in dieser Bauweise in Plauen und möglicherweise auch Sachsen singuläres technisches Denkmal, überwiegend im Originalzustand erhalten, von industriegeschichtlicher sowie städtebaulicher Bedeutungl | 09246593 |
| Direkt Bild zu diesem Denkmal hochladen | Chemische Bleicherei, Färberei und Appreturanstalt F. A. Hempel (ehem.) | Obere Aue (Karte)         | um 1830 (Produktionsgebäude [1] mit Anbau [2]); um 1880 (Produktionsgebäude [7]); um 1910 (Spannrahmensystem und Flügelzeug); zwischen 1830 und 1872 (altes Kesselhaus [3]); zwischen 1830 und 1872 (Verwaltungsgebäude [4]) | Produktionsgebäude mit turmartigem Anbau sowie altem Kesselhaus/späterer Schmiede, Verwaltungsgebäude, weiteres Produktionsgebäude, Nebengebäude an der Westseite des Geländes, Schornstein/Wasserturm, Einfriedung sowie Reste der ursprünglichen technischen Ausstattung der ehemaligen Hempel’schen Fabrik; von großer stadtgeschichtlicher, industrie- und technikgeschichtlicher sowie bau- bzw. baukonstruktionsgeschichtlicher Bedeutungl | 09246563 |
| Direkt Bild zu diesem Denkmal hochladen | Dürerbrücke | Obere Aue (Karte)         | um 1900 (Straßenbrücke) | Straßenbrücke mit Eisengeländer (zwischen Uferstraße und Holbeinstraße); original erhaltene mit Naturstein verkleidete Betonbrücke mit reich verziertem schmiedeeisernem Geländerl | 09246592 |
| Direkt Bild zu diesem Denkmal hochladen | Gösselbrücke | Obere Aue (Karte)         | 1897–1898 (Straßenbrücke) | Steinbogenbrücke über die Elster; zeittypische Straßenbrücke in gutem Originalzustandl | 09246585 |
| Direkt Bild zu diesem Denkmal hochladen | Königlich-Sächsische Meilensteine (Sachgesamtheit) | Preißelpöhl (Karte)       | 19. Jahrhundert (Meilenstein) | Meilenstein; Halbmeilenstein, Zeugnis der sächsischen Verkehrsgeschichtel | 09247255 |
| Direkt Bild zu diesem Denkmal hochladen | Straßenbahn (Triebwagen der ersten Plauener Straßenbahn) | Reinsdorf (Karte)         | um 1900 (Straßenbahn) | besonders wertvolles technisches Denkmal mit hohem Dokumentations- und Seltenheitswertl | 09232928 |
| Direkt Bild zu diesem Denkmal hochladen | Vogtländisches Kabelwerk (ehem.) | Reißiger Vorstadt (Karte) | 1899 (ältester Teil der Fabrikanlage); nach 1920 und um 1930 (Erweiterungsbauten) | Fabrikanlage; im Karree gebaute, an die umgebende Wohnhausbebauung angepasste Fabrikanlage von technikgeschichtlicher und ortsgeschichtlicher Bedeutungl | 09246803 |
| Direkt Bild zu diesem Denkmal hochladen | Wasserhochbehälter Reusa | Reusa mit Sorga (Karte)   | bezeichnet 1912 (Wasserversorgungs- und Abwasseranlage) | original erhaltener Werksteinbau, baugeschichtlich und technikgeschichtlich von Bedeutungl | 09247043 |
| Direkt Bild zu diesem Denkmal hochladen | Wohn- und Stickereigebäude sowie Stickmaschinen | Reusa mit Sorga (Karte)   | 1896 (Wohnhaus) | zeittypischer Putzbau von regionalhistorischem Wertl | 09247453 |
| Direkt Bild zu diesem Denkmal hochladen | Fabrikbau einer Textilfabrik | Schloßberg                | um 1900 (Fabrikgebäude) | zeittypischer, in das Wohngebiet eingeordneter Fabrikbau in gutem Originalzustand von städtebaulichem Wertl | 09246073 |
| Direkt Bild zu diesem Denkmal hochladen | Stickereimaschinen-Fabrik Spörl & Martin (ehem.) | Schloßberg (Karte)        | 1900 (Fabrikgebäude) | Ehemaliges Fabrikgebäude; erbaut für die Produktion von Schiffchenstickmaschinen, repräsentativer Klinkerbau in gutem Originalzustand von städtebaulichem Wertl | 09246131 |
| Direkt Bild zu diesem Denkmal hochladen | Industriebau, jetzt Berufliches Schulzentrum | Schloßberg (Karte)        | um 1905 (Fabrik) | repräsentativer Klinkerbau in sehr gutem Originalzustand mit städtebaulichem Wertl | 09246130 |
| Direkt Bild zu diesem Denkmal hochladen | Stepperei Max Hartenstein (ehem.) | Schloßberg (Karte)        | 1901 (Textilindustrieanlagenteil) | Ehemaliges Geschäftshaus einer Stepperei, heute Pflegeheim; während des Bombenangriffes 1945 stark geschädigt, 2006/2007 Rekonstruktion der wertvollen und für Plauen singulären Jugendstilfassadel | 09245996 |
| Direkt Bild zu diesem Denkmal hochladen | Vogtländische Bekleidungsindustrie »Vobeklin« (ehem.); Firma Otto Clemens Thoss Vogtländische Bekleidungsindustrie (später) | Schloßberg (Karte)        | um 1915 (Textilindustrie) | Ehemalige Textilfabrik; repräsentative, architektonisch qualitätvoll gestaltete Fassade in sehr gutem Originalzustand, baugeschichtlich und ortsgeschichtlich von Bedeutungl | 09246379 |
| Direkt Bild zu diesem Denkmal hochladen | Ehemalige Glühlampenfabrik mit Verwaltungsgebäude und Fabrikationsgebäude | Siedlung Neundorf (Karte) | 1914 (Verwaltungsgebäude); 1907 (Fabrikgebäude) | | 09246358 |
| Direkt Bild zu diesem Denkmal hochladen | Ehemalige Schmiede mit Wohnhaus und Seitengebäude | Steinsdorf (Karte)        | 2. Hälfte 18. Jahrhundert (Schmiede) | typisches Anwesen eines Dorfhandwerkers, ortsbildprägende Bedeutung auf Grund der dominanten Lage auf dem Dorfplatz, ortsgeschichtlicher Wert. | 09247371 |
| Direkt Bild zu diesem Denkmal hochladen | Sachgesamtheit Königlich-Sächsische Triangulierung („Europäische Gradmessung im Königreich Sachsen“); Station 153 Kemmlerberg | Stöckigt (Karte)          | bezeichnet 1876 (Triangulationsstein) | Triangulationssäule; Station der Königlich-Sächsischen Triangulation, Netz 2. Ordnung, wissenschaftsgeschichtlich und technikgeschichtlich von Bedeutung. | 09301842 |
| Direkt Bild zu diesem Denkmal hochladen | Wehranlage Straßberg -Weiße Elster | Straßberg (Karte)         | 1936–1938 (Wehr) | Flußwehr der Weißen Elster sowie Wehr des Mühlgrabens; original erhaltenes und funktionstüchtiges Zahnstangenwehr mit Fischbauchklappe von ortsgeschichtlichem und technikgeschichtlichem Wert. | 09302970 |
| Direkt Bild zu diesem Denkmal hochladen | Tanksäule der ehem. Shell-Tankstelle | Straßberg (Karte)         | um 1932 (Tanksäule) | als älteste und wohl auch einzige Tankstelle des Ortes von ortsgeschichtlicher und verkehrsgeschichtlicher Bedeutung, Tanksäule als eine der letzten sachsenweit erhaltenen von großer technikgeschichtlicher Bedeutung. | 09247072 |
| Direkt Bild zu diesem Denkmal hochladen | Transformatorenhaus | Straßberg                 | 1912 (Transformatorenstation) | schlichter Putzbau, von technikgeschichtlichem Wert. | 09247071 |
| Direkt Bild zu diesem Denkmal hochladen | Viadukt Syratal; Eisenbahnstrecke Plauen -Eger/Cheb | Syratal (Karte)           | 1872–1873 (Eisenbahnbrücke) | Eisenbahnbrücke über das Syratal; Teil der Eisenbahnstrecke Plauen -Eger (Cheb), bemerkenswerte, in die umgebende Landschaft harmonisch eingefügte Steinbogenbrücke. | 09246917 |

## Pöhl
| Bild                                    | Bezeichnung                                                                  | Lage                  | Datierung | Beschreibung | ID       |
| --------------------------------------- | ---------------------------------------------------------------------------- | --------------------- | --- | --- | -------- |
| Direkt Bild zu diesem Denkmal hochladen | Bahnhof Barthmühle                                                           | Barthmühle (Karte)    | um 1900 (Empfangsgebäude) | Bahnhofsgebäude mit Ausstattung und technischer Einrichtung; Lage: unterhalb der Elstertalbrücke, Denkmal der Orts- und Verkehrsgeschichte.                                                                  | 09238316 |
| Direkt Bild zu diesem Denkmal hochladen | Schornsteinrest eines ehem. Ziegeleiofens                                    | Christgrün            | um 1850 (Schornstein) | technisches Denkmal | 09238567 |
| Direkt Bild zu diesem Denkmal hochladen | Wegestein                                                                    | Christgrün (Karte)    | 19. Jahrhundert (Wegestein) | verkehrstechnisches Denkmal. | 09232422 |
| Direkt Bild zu diesem Denkmal hochladen | Umspannwerk mit Technikgebäude, Wohnhaus, Garage und Resten der Einfriedung. | Herlasgrün (Karte)    | 1924 (Umspannwerk) | Ziegelbauten mit Einfluss der Sachlichkeit, technik- und baugeschichtliche Bedeutung. | 09232456 |
| Direkt Bild zu diesem Denkmal hochladen | Königlich-Sächsische Meilensteine (Sachgesamtheit)                           | Herlasgrün (Karte)    | nach 1858 (Meilenstein) | Meilenstein; verkehrshistorisch bedeutend | 09232470 |
| Direkt Bild zu diesem Denkmal hochladen | Elstertalbrücke                                                              | Jocketa (Karte)       | bezeichnet 1846–1851 (Eisenbahnbrücke) | Eisenbahnbrücke über das Elstertal (Strecke Plauen -Hof); ingenieurtechnisches Denkmal der Verkehrsgeschichte und Ortsgeschichte (Sandstein-Ziegel-Granit-Mauerwerk) mit landschaftsgestaltender Bedeutung.  | 09232484 |
| Direkt Bild zu diesem Denkmal hochladen | Bahnhof Jocketa                                                              | Jocketa (Karte)       | 1900 (Empfangsgebäude) | Bahnhofsgebäude; Klinkerfassade, Denkmal der Orts- und Verkehrsgeschichte. | 09232478 |
| Direkt Bild zu diesem Denkmal hochladen | Rentzschmühle                                                                | Rentzschmühle (Karte) | 1840 (nach Brand wiedererricht); bezeichnet 1867 (Umbau und Einbau Ölmühle); 1896 (Einbau Getreidemühle); Mitte 19. Jahrhundert (Nebengebäude) | Mahl-, Getreide- und Ölmühle mit Nebengebäude; geschlossen erhaltenes Ensemble mit unveränderter Originalsubstanz und Ausstattung (Mühlgraben, Wasserrad); Denkmal der Technikgeschichte und Ortsgeschichte. | 09238207 |
| Direkt Bild zu diesem Denkmal hochladen | Bahnhof Rentzschmühle                                                        | Rentzschmühle (Karte) | um 1880 (Empfangsgebäude); um 1900 (Wartehalle)                                                                                                | Bahnhof mit Empfangsgebäude, daran angebauter Wartehalle, zwei Nebengebäuden (darunter Wohnhaus Nr. 13) und Bahnsteigpflasterung; verkehrstechnisches Denkmal.                                               | 09232421 |
| Direkt Bild zu diesem Denkmal hochladen | Straßenbrücke über die Eisenbahnstrecke Zwickau -Plauen                      | Ruppertsgrün (Karte)  | bezeichnet 1904 (Straßenbrücke) | verkehrshistorische Bedeutung | 09232430 |

## Reichenbach im Vogtland, Stadt
| Bild                                    | Bezeichnung | Lage                            | Datierung | Beschreibung | ID       |
| --------------------------------------- | --- | ------------------------------- | --- | --- | -------- |
| Direkt Bild zu diesem Denkmal hochladen | Ehemalige Schmiede | Friesen (Karte)                 | 2. Hälfte 19. Jahrhundert, im Kern wom. älter (Schmiede)                                                            | baugeschichtlich, ortsgeschichtlich und technikgeschichtlich von Bedeutung. | 09245339 |
| Weitere Bilder                          | Bahnhof Mylau (ehem.) | Mylau (Karte)                   | um 1895 (Empfangsgebäude)                                                                                           | Ehemaliges Empfangsgebäude (Nr. 2) und ehemaliger Güterschuppen (Nr. 1) eines Bahnhofes; Gebäudekomplex von stadtgeschichtlichem Wert. | 09245065 |
| Direkt Bild zu diesem Denkmal hochladen | Wegestein | Obermylau (Karte)               | 19. Jahrhundert (Wegestein)                                                                                         | Steinwegweiser, Denkmal der Verkehrsgeschichte | 09209778 |
| Weitere Bilder                          | Göltzschtalbrücke | Obermylau (Karte)               | 1846–1851 (Eisenbahnbrücke); um 1850 (Bürogebäude)                                                                  | Eisenbahnbrücke und umliegende Bebauung ehemaliger Verwaltungsgebäude; ursprünglich Sitz der Bauleitung für den Bau der Göltzschtalbrücke, als Bestandteil des Bauensembles mit herausragender landschaftsprägender sowie verkehrsgeschichtlicher Bedeutung. | 09209785 |
|                                         | Sachgesamtheit Königlich-Sächsische Triangulierung („Europäische Gradmessung im Königreich Sachsen“); Station 138 Carlshöhe | Reichenbach im Vogtland (Karte) | bezeichnet 1876 (Triangulationssäule)                                                                               | Triangulationssäule; Station der Königlich-Sächsischen Triangulation, Netz 2. Ordnung, wissenschaftsgeschichtlich und technikgeschichtlich von Bedeutung. | 09245729 |
| Weitere Bilder                          | Oberer Bahnhof Reichenbach (Vogtl.)                                                                                         | Reichenbach im Vogtland (Karte) | 1877 (Empfangsgebäude); um 1915 (Wasserturm)                                                                        | Empfangsgebäude des Oberen Bahnhofs mit den Bahnsteigüberdachungen der Bahnsteige 1, 2, 3, 4 und 5 und 6 und Wasserturm im Gleisbereich; baugeschichtlich, ortsgeschichtlich und regionalgeschichtlich von Bedeutung. Gründerzeitgebäude, Wasserturm mit Intze-Behälter, technikgeschichtlich von Bedeutung. | 09245373 |
| Direkt Bild zu diesem Denkmal hochladen | Bergbauhalde der ehemaligen Heinrichfundgrube                                                                               | Reichenbach im Vogtland (Karte) | 17./18. Jahrhundert oder älter (Halde)                                                                              | ortsgeschichtlich und technikgeschichtlich von Bedeutung. | 09245828 |
| Direkt Bild zu diesem Denkmal hochladen | Renak-Werke (ehem.) | Reichenbach im Vogtland (Karte) | um 1900 (Nr. 14, Fabrik); 1920er Jahre (Nr. 10 und Nr. 12, Fabrikgebäude)                                           | Drei Gebäude einer Fabrikanlage, Produktionsgebäude (Nr. 10, mit Garagenbau), weiteres Produktionsgebäude (Nr. 12) und drittes Produktionsgebäude (Nr. 14); Klinkerbauten, baugeschichtlich und ortsgeschichtlich von Bedeutung. | 09245732 |
| Direkt Bild zu diesem Denkmal hochladen | Kammgarnspinnerei und Zwirnerei Moritz Feustel                                                                              | Reichenbach im Vogtland (Karte) | um 1900 (Dampfmaschine); 3. Drittel 19. Jahrhundert (Wohn- und Bürogebäude)                                         | Wohnhaus und Verwaltungsgebäude sowie technische Ausstattung im Maschinen- und Kesselhaus; relativ alte Fabrikanlage in gutem Originalzustand, ein Bau der frühen Gründerzeit mit noch klassizistischer Wirkung, von stadtgeschichtlichem und baugeschichtlichem Wert, Dampfmaschine von Seltenheitswert, mit zugehöriger Kesselanlage und marmorner Schalttafel von technikgeschichtlicher Bedeutung.              | 09245540 |
| Direkt Bild zu diesem Denkmal hochladen | Altes Empfangsgebäude der Eisenbahn (westlich neben Nr. 15), später zu Mehrfamilienhaus umgebaut, und Nebengebäude (Nr. 15) | Reichenbach im Vogtland (Karte) | 1846 (Empfangsgebäude)                                                                                              | ortsgeschichtlich von Bedeutung | 09245827 |
| Weitere Bilder                          | Unterer Bahnhof Reichenbach (Vogtl.)                                                                                        | Reichenbach im Vogtland (Karte) | um 1890 (Empfangsgebäude)                                                                                           | Ehemaliges Empfangsgebäude des Unteren Bahnhofs (Anschrift: Kleiner Anger 16), heute Wohnhaus, und Güterschuppen der ehemaligen Bahnanlage (Anschrift: Rosa-Luxemburg-Straße 54); gründerzeitliche Klinkerbauten, baugeschichtlich und ortsgeschichtlich von Bedeutung. | 09245596 |
|                                         | Höhere Textilfachschule (ehem.)                                                                                             | Reichenbach im Vogtland (Karte) | 1926–1927 (Schule)                                                                                                  | Hochschule mit technischer Ausstattung und Grünanlage; im expressionistischen Stil der 1920er Jahre, Anklängen an die Neue Sachlichkeit, Architekt: Rudolf Ladewig aus Reichenbach, ehemalige Höhere Textilfachschule, heute Hochschulteil Reichenbach der Westsächsischen Hochschule Zwickau (FH), baugeschichtlich, architektonisch-künstlerisch, ortsgeschichtlich und kunsthistorisch von besonderer Bedeutung. | 09245733 |
| Direkt Bild zu diesem Denkmal hochladen | Ehemalige Kammgarnspinnerei, Wohn- und Verwaltungsgebäude an der Straße (Nr. 1) und Produktionsgebäude (Nr. 1a)             | Reichenbach im Vogtland (Karte) | um 1910 (Verwaltungsgebäude); um 1925 (Fabrikgebäude)                                                               | Klinkerbauten, baugeschichtlich, technikhistorisch und ortsgeschichtlich von Bedeutung. | 09245272 |
|                                         | Kursächsische Postmeilensäulen (Sachgesamtheit)                                                                             | Reichenbach im Vogtland (Karte) | bezeichnet 1724, Kopie (Postdistanzsäule)                                                                           | Postmeilensäule; Kopie einer Distanzsäule, verkehrsgeschichtlich von Bedeutung. | 09304925 |
| Direkt Bild zu diesem Denkmal hochladen | Fabrikgebäude | Reichenbach im Vogtland (Karte) | 2. Hälfte 19. Jahrhundert (Fabrikgebäude)                                                                           | erste Produktionsstätte von August Horch (Automobilbau) in Sachsen, orts- und regionalgeschichtlich von Bedeutung. | 09245905 |
| Direkt Bild zu diesem Denkmal hochladen | Kursächsische Postmeilensäulen (Sachgesamtheit)                                                                             | Reichenbach im Vogtland (Karte) | bezeichnet 1725 (Ganzmeilensäule)                                                                                   | Postmeilensäule; teilweise Kopie einer Ganzmeilensäule, verkehrsgeschichtlich von Bedeutung. | 09245702 |
| Direkt Bild zu diesem Denkmal hochladen | Villa (Nr. 54) und Fabrikhalle (Nr. 56)                                                                                     | Reichenbach im Vogtland (Karte) | um 1895 (Villa); 1902 (Fabrikhalle)                                                                                 | Gründerzeitgebäude, die Villa im Stil der Neorenaissance, das Fabrikgebäude ein Klinkerbau, baugeschichtlich und ortsgeschichtlich von Bedeutung. | 09245682 |
|                                         | Bahnhof Oberreichenbach (Vogtl.)                                                                                            | Reichenbach im Vogtland (Karte) | vor 1900 (Empfangsgebäude)                                                                                          | Empfangsgebäude des ehemaligen Bahnhofs Oberreichenbach; baugeschichtlich, verkehrsgeschichtlich und ortsgeschichtlich von Bedeutung. | 09245695 |
| Direkt Bild zu diesem Denkmal hochladen | Wasserturm | Reichenbach im Vogtland (Karte) | 1926–1927 (Wasserturm); 1938–1939 (Vorplatz)                                                                        | Wasserturm, gleichzeitig als Aussichtsturm und Jugendherberge erbaut, sowie dazugehörige Gartenanlage; eine der ungewöhnlichsten Jugendherbergsbauten und Wassertürme Deutschlands, Wahrzeichen von Reichenbach, im Stil der klassischen Moderne, Architekt: Rudolf Ladewig, baugeschichtlich, ortsgeschichtlich, städtebaulich, technikgeschichtlich, gartenkünstlerisch und heimatgeschichtlich von Bedeutung.    | 09245439 |
|                                         | Buswagenhalle, als Straßenbahndepot entworfen                                                                               | Reichenbach im Vogtland (Karte) | erbaut 1926–1927 | baugeschichtlich von Bedeutung, Anklänge an den Stil der Neuen Sachlichkeit und am Monumentalstil der Zeit (Entwurf: Bruno Grimmeck). | 09245741 |
| Direkt Bild zu diesem Denkmal hochladen | Ehemaliges Elektrizitätswerk, Gebäudekomplex bestehend aus Turbinenhalle und Schalthaus                                     | Reichenbach im Vogtland (Karte) | 1908–1909 (Kraftwerk)                                                                                               | baugeschichtlich, technikgeschichtlich und ortsgeschichtlich von Bedeutung. | 09245740 |
| Direkt Bild zu diesem Denkmal hochladen | Jugelsmühle; Firma Gebr. Schreiterer (ehem.)                                                                                | Reichenbach im Vogtland (Karte) | vor 1880 (Fabrikgebäude); 1888 (Verwaltungsgebäude); 1895 (Turbinenhaus); 1894 (Pferdestall); um 1800 (Wassermühle) | Fabrikanlage mit Verwaltungsgebäude, Fabrikationsgebäude, Turbinenhaus und ehemaligem Pferdestall; zumeist Gründerzeitgebäude in Klinkerbauweise, Fabrik der ehemaligen Firma Gebr. Schreiterer und ehemaliges Mühlengebäude der Jugelsmühle, baugeschichtlich und ortsgeschichtlich von Bedeutung. | 09245597 |
|                                         | Schlacht- und Viehhof | Reichenbach im Vogtland (Karte) | um 1900 (Schlachthof); um 1900 (Kontorhaus); um 1920 (Schlachthalle)                                                | Schlachthof, Gebäudekomplex mit Wohn- und Kontorgebäude (mit ehemaligem Restaurant) und Schlachthofgebäude; gründerzeitliche Gebäude und Erweiterungsbauten im Stil der Neuen Sachlichkeit als Klinkerbauten, mit ehemaligem Restaurant »Zum Schlacht- und Viehhof«, baugeschichtlich, technikgeschichtlich und ortsgeschichtlich von Bedeutung.                                                                    | 09245325 |
|                                         | Egersche Brücke | Rotschau (Karte)                | 1756 (Straßenbrücke)                                                                                                | Bogenbrücke über die Göltzsch; als Bestandteil der alten Handelsroute nach Eger (Cheb) verkehrsgeschichtliche Bedeutung. | 09209580 |
|                                         | Alaunwerk Mühlwand | Rotschau (Karte)                | 1691–1827 (stillgelegt)                                                                                             | Stollensystem mit Abbauspuren, Rostbühnen, Mundloch und Halden; wichtiges Zeugnis der frühen Industriegeschichte des Vogtlandes, als technikgeschichtliches und landschaftsbildprägendes Denkmal mit hohem Dokumentationswert. | 09209579 |
| Weitere Bilder                          | Transformatorenhäuschen | Schneidenbach (Karte)           | 1910er Jahre (Transformatorenstation)                                                                               | technisches Denkmal in seltener konischer Form, Inschrift als seltenes Zeugnis der Sozialgeschichte | 09209602 |
|                                         | Wasserkraftwerk Schotenmühle                                                                                                | Schneidenbach (Karte)           | bezeichnet 1927 (Kraftwerk)                                                                                         | Wasserkraftwerk (Turbinenhaus); eingeschossiger Putzbau mit Resten der technischen Anlagen, unveränderte Fassade, ortsgeschichtliche Bedeutung, Denkmal der Technikgeschichte. | 09209596 |

## Rodewisch, Stadt
| Bild           | Bezeichnung                                      | Lage              | Datierung                                       | Beschreibung | ID       |
| -------------- | ------------------------------------------------ | ----------------- | ----------------------------------------------- | --- | -------- |
|                | Hochbehälter                                     | Rodewisch (Karte) | um 1900 (Wasserversorgungs- und Abwasseranlage) | im neogotischen Stil erbautes Wasserhaus, Zeugnis anspruchsvoller Gestaltung eines Zweckbaus, Denkmal der Technikgeschichte der Wasserwirtschaft.                                        | 08985741 |
| Weitere Bilder | Bahnhof Rodewisch                                | Rodewisch (Karte) | 1909 (Empfangsgebäude)                          | Ehemaliges Empfangsgebäude eines Bahnhofes (jetzt Wohnhaus) und Bahnsteigüberdachung; als Zeugnis der Zwickau-Lengenfeld-Falkensteiner Privatbahnstrecke Denkmal der Verkehrsgeschichte. | 08985735 |
| Weitere Bilder | Schornsteinstumpf eines ehemaligen Messingwerkes | Rodewisch (Karte) | um 1860 (Schornstein)                           | seltenes Zeugnis der industriellen Entwicklung in Rodewisch, Erinnerungswert, technikgeschichtlich von Bedeutung.                                                                        | 08985734 |

## Rosenbach/Vogtl.
| Bild                                    | Bezeichnung | Lage               | Datierung                                                                     | Beschreibung | ID       |
| --------------------------------------- | --- | ------------------ | ----------------------------------------------------------------------------- | --- | -------- |
| Weitere Bilder                          | Bahnwärterwohnhaus und Nebengebäude an der Bahnstrecke Plauen -Hof                                                      | Drochaus (Karte)   | um 1900 (Bahnwärterhaus)                                                      | verkehrsgeschichtliche Bedeutung. | 09231954 |
| Weitere Bilder                          | Forstmühle | Leubnitz (Karte)   | 1920er Jahre (Produktionsgebäude); 1. Hälfte 19. Jahrhundert (Wohnmühlenhaus) | Wohnmühlenhaus, Scheune, dazwischen Torbogen, Produktionsgebäude und weitere fünf Nebengebäude eines Mühlenanwesens; baugeschichtliche und ortsgeschichtliche Bedeutung. | 09302219 |
| Weitere Bilder                          | Wegestein | Mehltheuer (Karte) | Mitte 19. Jahrhundert (Wegestein)                                             | Wegweiser (Plauen, Fasendorf, Schneckengrün), Denkmal der Verkehrsgeschichte. | 09231948 |
| Weitere Bilder                          | Königlich-Sächsische Meilensteine (Sachgesamtheit)                                                                      | Mehltheuer (Karte) | nach 1864 (Meilenstein)                                                       | Meilenstein; verkehrsgeschichtlich von Bedeutung. | 09232060 |
| Direkt Bild zu diesem Denkmal hochladen | Eisenbahnbrücke | Oberpirk (Karte)   | 1923 (Eisenbahnbrücke)                                                        | landschaftsgestaltend, Denkmal der Verkehrsgeschichte. | 09231951 |
| Weitere Bilder                          | Tüllfabrik Plauener Gardine (ehem.)                                                                                     | Oberpirk (Karte)   | 1909 (Fabrikgebäude)                                                          | Fabrikgebäude und Schornstein; baugeschichtliche und ortsgeschichtliche Bedeutung, technisches Denkmal. | 09231938 |
| Direkt Bild zu diesem Denkmal hochladen | Ehemalige Mühle mit Wohnhaus, Mühle und Scheune                                                                         | Rodau (Karte)      | um 1750 (Müllerwohnhaus)                                                      | ehemaliges Umgebindehaus, Blockstube und Fachwerk erhalten, baugeschichtliche und ortsgeschichtliche Bedeutung. | 09231966 |
| Weitere Bilder                          | Wohnmühlenhaus und Mühlengebäude mit erhaltener technischer Ausstattung                                                 | Rößnitz (Karte)    | bezeichnet 1816 (Wohnhaus)                                                    | ortshistorische Bedeutung, Denkmal der Technikgeschichte. | 09231961 |
| Weitere Bilder                          | Sachgesamtheit Königlich-Sächsische Triangulierung („Europäische Gradmessung im Königreich Sachsen“); Station 154 Syrau | Syrau              | 1876 (Triangulationssäule)                                                    | Triangulationssäule; Station 2. Ordnung, vermessungsgeschichtlich und technikgeschichtlich von Bedeutung. | 09305049 |
| Weitere Bilder                          | Syrauer Holländermühle                                                                                                  | Syrau (Karte)      | 1887 (Mühle)                                                                  | Turmholländer; vollständig erhaltene und einzige Windmühle des Vogtlandes, sowie eine der höchstgelegenen Windmühlen in Sachsen von landschaftsgestaltender Bedeutung und darüber hinaus von baugeschichtlicher und technikgeschichtlicher Bedeutung, als Schauanlage auch von volksbildender Bedeutung. | 09231993 |
| Weitere Bilder                          | Stickerei Landrock (ehem.)                                                                                              | Syrau (Karte)      | um 1910 (Kontorhaus)                                                          | Kontorgebäude und Fabrikgebäude; Fabrikgebäude Putzfassade, mit Bedeutung für die Ortsgeschichte und Baugeschichte. | 09231999 |
| Weitere Bilder                          | Wasserturm | Syrau (Karte)      | um 1900 (Wasserturm)                                                          | Wasserturm und Nebengebäude; landschaftsprägende Anlage, Denkmal der Ortsgeschichte und Technikgeschichte. | 09231998 |

## Schöneck/Vogtl., Stadt
| Bild                                    | Bezeichnung | Lage                    | Datierung                             | Beschreibung | ID       |
| --------------------------------------- | --- | ----------------------- | ------------------------------------- | --- | -------- |
| Direkt Bild zu diesem Denkmal hochladen | Altbergbau Eschebach (Sachgesamtheit)                                                                                            | Eschenbach (Karte)      | 16./17. Jahrhundert (Bergbauanlage)   | Sachgesamtheit Altbergbau Eschebach: Zeugnisse des Bergbaus, unter anderem Pingen (alles Sachgesamtheitsteile); regionalgeschichtlich und technikgeschichtlich von Bedeutung.                             | 09234453 |
| Weitere Bilder                          | Haltepunkt Gunzen | Gunzen (Karte)          | 1908 (Empfangsgebäude)                | Haltepunktgebäude (mit Bahnhofsuhr) an der Bahnstrecke Chemnitz–Aue–Adorf; traditionelles eingeschossiges Holzhaus in hervorragendem Originalzustand, baugeschichtlicher und technikgeschichtlicher Wert. | 09234925 |
| Weitere Bilder                          | Sachgesamtheit Königlich-Sächsische Triangulierung („Europäische Gradmessung im Königreich Sachsen“); Station 146 Friedrichstein | Schöneck/Vogtl. (Karte) | bezeichnet 1864 (Triangulationssäule) | Triangulationssäule; Station der Königlich-Sächsischen Triangulation, Netz 2. Ordnung, wissenschaftsgeschichtlich und technikgeschichtlich von Bedeutung.                                                 | 09234396 |
| Direkt Bild zu diesem Denkmal hochladen | Wohnhaus in Ecklage und in offener Bebauung, ehemalige Textilfabrik                                                              | Schöneck/Vogtl. (Karte) | um 1900 (Textilfabrik)                | Klinkerbau, Eckbetonung durch Erker, von ortshistorischem und städtebaulichem Wert. | 09234431 |
| Direkt Bild zu diesem Denkmal hochladen | Brauerei Denk | Schöneck/Vogtl. (Karte) | um 1890 (Brauerei)                    | Ehemalige Brauerei mit Resten der technischen Einrichtung; zeittypische Putzfassade, von ortsgeschichtlichem und technikgeschichtlichem Wert.                                                             | 09234437 |
| Weitere Bilder                          | Sachgesamtheit Königlich-Sächsische Triangulierung („Europäische Gradmessung im Königreich Sachsen“); Station 145 Schöneck       | Schöneck/Vogtl. (Karte) | 1876 (Triangulationssäule)            | Triangulationssäule; Station der Königlich-Sächsischen Triangulation, Netz 2. Ordnung, wissenschaftsgeschichtlich und technikgeschichtlich von Bedeutung.                                                 | 09305971 |
| Direkt Bild zu diesem Denkmal hochladen | Wohnhaus in Ecklage, mit ehemaliger Schmiede (mit technischer Ausstattung)                                                       | Schöneck/Vogtl. (Karte) | um 1860 (Wohnhaus)                    | schlichter Putzbau, Schmiede: Ausstattung vollständig erhalten, von technikgeschichtlicher und ortsgeschichtlicher Bedeutung.                                                                             | 09234439 |

## Steinberg
| Bild                                    | Bezeichnung                                                                             | Lage                  | Datierung                                                                                    | Beschreibung | ID       |
| --------------------------------------- | --------------------------------------------------------------------------------------- | --------------------- | -------------------------------------------------------------------------------------------- | --- | -------- |
| Direkt Bild zu diesem Denkmal hochladen | Wegestein                                                                               | Rothenkirchen (Karte) | 19. Jahrhundert (Wegestein)                                                                  | Granitwegweiser, verkehrstechnisches Denkmal | 08980422 |
| Weitere Bilder                          | Bahnhof Rothenkirchen (Vogtl.)                                                          | Rothenkirchen (Karte) | um 1900 (Empfangsgebäude)                                                                    | Empfangsgebäude (mit Bahnhofsuhr) eines Bahnhofes; einfacher Klinkerbau, ehemaliger Bahnhof an der Schmalspurstrecke Wilkau-Haßlau -Carlsfeld, eisenbahngeschichtlich und ortsgeschichtlich von Bedeutung. | 08980420 |
| Direkt Bild zu diesem Denkmal hochladen | Bergbrauerei H. Günnel (ehem.); später Grenzquell-Brauerei; heute Wernesgrüner Brauerei | Wernesgrün (Karte)    | um 1905 (Kessel- und Maschinenhaus); um 1905 (Zwischenbau am Sudhaus)                        | Ehemaliges Maschinenhaus sowie Zwischenbau zwischen Maschinenhaus und abgebrochenem Sudhaus einer Brauerei; gut gestalteter Kopfbau in Klinkerbauweise, ortsgeschichtlich, industriegeschichtlich, baugeschichtlich sowie städtebaulich bedeutsame Bautengruppe.                                                                                                | 09302867 |
| Direkt Bild zu diesem Denkmal hochladen | Alte Mühle                                                                              | Wernesgrün (Karte)    | um 1800 (Mühle)                                                                              | Mühlengebäude (über winkelförmigem Grundriss, Wohnteil mit Umgebinde) und Scheune eines Mühlenanwesens; Müllerwohnhaus mit Fachwerk-Obergeschoss und seltener Umgebindekonstruktion, Scheune verbrettert, in gutem Originalzustand erhaltene Mühle, von ortshistorischer und wirtschaftshistorischer Bedeutung.                                                 | 08980458 |
| Direkt Bild zu diesem Denkmal hochladen | Lagerbierbrauerei Wernesgrün (vorm. C. G. Männel) (ehem.); Wernesgrüner Brauerei        | Wernesgrün (Karte)    | 1906 (Brauereigebäude); 1960 (Sudkessel im Sudhaus); 1904 (Mälzerei)                         | Brauereigelände mit Verwaltungsgebäude, Werkstattgebäude, ehemaliger Scheune, altem Sudhaus (mit Ausstattung und Sudkesseln), Maschinenhaus und ehemaliger Mälzerei; Ziegelbauten, Gebäude zum Teil in Fachwerkbauweise, geschlossenes Ensemble von besonderer ortsgeschichtlicher, industriegeschichtlicher, baugeschichtlicher und städtebaulicher Bedeutung. | 08980440 |
| Direkt Bild zu diesem Denkmal hochladen | Transformatorenhäuschen                                                                 | Wildenau (Karte)      | um 1912 (Transformatorenstation)                                                             | Denkmal der Ortsgeschichte, Technisches Denkmal. | 08980432 |
| Direkt Bild zu diesem Denkmal hochladen | Tanksäule für Standard-Benzin                                                           | Wildenau (Karte)      | um 1930 (Tanksäule)                                                                          | als eine der letzten sachsenweit erhaltenen historischen Tanksäulen von großer verkehrsgeschichtlicher und versorgungsgeschichtlicher sowie technikgeschichtlicher Bedeutung. | 08980429 |
| Direkt Bild zu diesem Denkmal hochladen | Untere Mühle                                                                            | Wildenau (Karte)      | 1610 Ersterwähnung (Mühle); Anfang 20. Jahrhundert (Mühlentechnik); bezeichnet 1823 (Portal) | Schneidemühle (mit Ausstattung) sowie Hofpflaster und Portal am Wohnhaus eines Mühlenanwesens; seltene und erhaltene Mühlenausstattung mit Sägegatter und Zahnrad, am Wohnhaus Korbbogenportal, Denkmal der Technikgeschichte mit ortsgeschichtlicher Bedeutung.                                                                                                | 08980424 |
| Direkt Bild zu diesem Denkmal hochladen | Straßenbrücke über den Plohnbach                                                        | Wildenau (Karte)      | Anfang 19. Jahrhundert (Straßenbrücke)                                                       | Steinbogenbrücke, verkehrstechnisches Denkmal mit Dokumentationswert. | 08980423 |

## Tirpersdorf
| Bild                                    | Bezeichnung                                 | Lage                | Datierung | Beschreibung | ID       |
| --------------------------------------- | ------------------------------------------- | ------------------- | --- | --- | -------- |
| Direkt Bild zu diesem Denkmal hochladen | Eisenbahnbrücke über den Wiesengrund        | Lottengrün (Karte)  | Ende 19. Jahrhundert (Eisenbahnbrücke) | Bogenbrücke an der Strecke von Plauen nach Oelsnitz/Vogtl. (stillgelegt), verkehrstechnisches und eisenbahngeschichtliches Denkmal. | 08985646 |
| Direkt Bild zu diesem Denkmal hochladen | Firma Pfeiffer Stickereifabrikation (ehem.) | Tirpersdorf (Karte) | um 1880 (Fabrikgebäude); 1920er Jahre (Erweiterungsbau); um 1890 (Stickmaschine, Pantograph, Punschmaschine); um 1900 (Revidiermaschine); 1903–1930 (fünf Stickmaschinen) | Fabrikantenvilla (Nr. 14) mit Nebengebäude und Pavillon, sowie Stickereifabrik (Nr. 16) mit Werksgebäude, Erweiterungsgebäude und technischer Ausstattung (Stickereimaschinen); Villa des Stickereifabrikanten Max Ficker, reich gegliedertes historisierendes Gebäude mit Fachwerkelementen, älteres Werksgebäude Ziegelbau, Erweiterungsgebäude Putzbau, technikgeschichtliches Zeugnis für die Entwicklung der Textilindustrie (Weißstickerei) in Tirpersdorf mit ablesbaren Entwicklungsstufen am Bau, ortshistorische Bedeutung. | 08985586 |
| Direkt Bild zu diesem Denkmal hochladen | Weberei und Fabrikantenvilla                | Tirpersdorf (Karte) | um 1880 (Fabrikgebäude); um 1900 (Fabrikantenvilla) | Backsteinbauten der Jahrhundertwende um 1900, technikgeschichtliches Zeugnis der Textilindustrie in Tirpersdorf. | 08985588 |

## Treuen, Stadt
| Bild                                    | Bezeichnung | Lage             | Datierung                                | Beschreibung | ID       |
| --------------------------------------- | --- | ---------------- | ---------------------------------------- | --- | -------- |
| Weitere Bilder                          | Bahnhof Eich | Eich/Sa. (Karte) | um 1900 (Empfangsgebäude)                | Bahnhofsempfangsgebäude (Nr. 3) und Nebengebäude (Nr. 2) eines Bahnhofes; Putzbauten von zeittypischen Details geprägt, Empfangsgebäude Langbau mit zwei seitliche Querbauten mit Dachüberständen und historisierender Fassadengestaltung, eisenbahngeschichtlich und ortsgeschichtlich von Bedeutung. | 09237132 |
| Weitere Bilder                          | Sachgesamtheit Königlich-Sächsische Triangulierung („Europäische Gradmessung im Königreich Sachsen“); Station 143 Wilhelmshöhe | Treuen (Karte)   | bezeichnet 1876 (Triangulationssäule)    | Triangulationssäule; Station der Königlich-Sächsischen Triangulation, Netz 2. Ordnung, wissenschaftsgeschichtlich und technikgeschichtlich von Bedeutung. | 09300595 |
| Direkt Bild zu diesem Denkmal hochladen | Bahnhof Treuen | Treuen (Karte)   | 1876, später überformt (Empfangsgebäude) | Empfangsgebäude eines Bahnhofs; zeittypischer Putzbau, von eisenbahnhistorischem und verkehrsgeschichtlichem Wert.; ehemaliges Kulturdenkmal | 09238720 |
| Direkt Bild zu diesem Denkmal hochladen | Mechanische Treibriemenweberei Gustav Kunz (ehem.)                                                                             | Treuen (Karte)   | vor 1900 (Fabrikanlagenteil)             | Zwei Fabrikgebäude und Verwaltungsgebäude einer Weberei; zeittypische Ziegelbauten in ortsbildprägender Lage am Bahnhof, städtebaulich dominant, von bauhistorischer und stadtgeschichtlicher Bedeutung.                                                                                               | 09236936 |
| Direkt Bild zu diesem Denkmal hochladen | Tanksäule für ESSO-Benzin | Treuen (Karte)   | um 1930 (Tanksäule)                      | ehemaliger Standort Markt 7, als eine der letzten sachsenweit erhaltenen historischen Tanksäulen von verkehrsgeschichtlicher, versorgungsgeschichtlicher sowie technikgeschichtlicher Bedeutung. | 09236560 |
|                                         | Wasserturm einer Gärtnerei | Treuen (Karte)   | 1897 (Wasserturm der ehem. Gärtnerei)    | ortshistorisch und industriegeschichtlich bedeutsames Kulturdenkmal. | 09236940 |
|                                         | Wasserturm | Treuen (Karte)   | um 1900 (Wasserturm)                     | Wasserturm; wichtiges Zeugnis des Wasserversorgungsbaus der Jahrhundertwende um 1900, technikgeschichtlich von Bedeutung. | 09236937 |
| Direkt Bild zu diesem Denkmal hochladen | Ehemaliges Elektrizitätswerk                                                                                                   | Treuen (Karte)   | um 1905 (Kraftwerk)                      | städtebaulich bedeutsamer Industriebau in zeittypischer Gestaltung mit Einflüssen des Schweizerstils, ortsgeschichtlich und technikgeschichtlich von Bedeutung. | 09236979 |
| Direkt Bild zu diesem Denkmal hochladen | Königlich-Sächsische Meilensteine (Sachgesamtheit)                                                                             | Treuen (Karte)   | 19. Jahrhundert (Meilenstein)            | Meilenstein; vermutlich Halbmeilenstein, Denkmal der Verkehrsgeschichte. | 09238751 |
|                                         | Privatbrauerei Blechschmidt | Treuen (Karte)   | um 1900 (Brauerei)                       | Brauerei mit Wohnhaus, Mälzerei, Sudhaus, Stallungen, Kühlteich und Dampfmaschine sowie technischer Ausstattung; Putzbauten mit Ziegelgliederung, im weitgehend ursprünglichen Zustand erhaltene Brauerei, von technikhistorischer und stadtgeschichtlicher Bedeutung.                                 | 09238752 |
|                                         | Wegestein | Veitenhäuser     | Mitte 19. Jahrhundert (Wegestein)        | verkehrsgeschichtlich von Bedeutung. | 09236690 |

## Weischlitz
| Bild                                    | Bezeichnung | Lage               | Datierung                                     | Beschreibung | ID       |
| --------------------------------------- | --- | ------------------ | --------------------------------------------- | --- | -------- |
|                                         | Schafbrücke bei Geilsdorf | Geilsdorf (Karte)  | 1652 (Straßenbrücke)                          | Brücke über den Kemnitzbach; Bogenbrücke (Bruchstein), zum Rittergut in Geilsdorf gehörend, baugeschichtlich von Bedeutung. | 09232168 |
| Weitere Bilder                          | Eisenbahnbrücke | Grobau (Karte)     | 1848 (Eisenbahnbrücke)                        | zur Eisenbahnstrecke Leipzig -Hof, Brücke mit acht Bögen (Granit, Diabas, Beton), baugeschichtlich und eisenbahngeschichtlich von Bedeutung. | 09232186 |
| Direkt Bild zu diesem Denkmal hochladen | Schafbrücke bei Großzöbern | Großzöbern (Karte) | um 1800 (Straßenbrücke)                       | Brücke über den Kemnitzbach; einfache Bruchstein-Bogenkonstruktion, baugeschichtlich von Bedeutung. | 09232149 |
| Direkt Bild zu diesem Denkmal hochladen | Ehemalige Weberei | Kloschwitz (Karte) | um 1905 (Weberei)                             | gründerzeitliche Putz-Klinker-Fassade, baugeschichtliche und ortsgeschichtliche Bedeutung. | 09231924 |
| Weitere Bilder                          | Sachgesamtheit Königlich-Sächsische Triangulierung („Europäische Gradmessung im Königreich Sachsen“); Station 158 Kandelstein | Krebes (Karte)     | bezeichnet 1876 (Triangulationssäule)         | Triangulationssäule; Station 2. Ordnung, vermessungsgeschichtlich und technikgeschichtlich von Bedeutung. | 09305050 |
| Weitere Bilder                          | Elsterbrücke Kürbitz | Kürbitz (Karte)    | erwähnt 1289, später erneuert (Straßenbrücke) | Straßenbrücke über die Weiße Elster; Bogenbrücke mit Alterswert, exemplarische historische Bedeutung. | 09299664 |
| Weitere Bilder                          | Königlich-Sächsische Meilensteine (Sachgesamtheit)                                                                            | Kürbitz (Karte)    | 19. Jahrhundert (Meilenstein)                 | Meilenstein; vermessungs- und verkehrsgeschichtliche Bedeutung. | 09304664 |
| Weitere Bilder                          | Elstertalbrücke Pirk | Pirk (Karte)       | 1938–1940 (Straßenbrücke)                     | Autobahnbrücke über die Weiße Elster; Brücke auf 12 Bögen aus Granit (Lausitzer und Fichtelgebirgsgranit), Teilstück der alten Reichsautobahn Chemnitz -Hof, Bau von technikhistorischer und landschaftsprägender Bedeutung.                                                   | 09232117 |
| Weitere Bilder                          | Königlich-Sächsische Meilensteine (Sachgesamtheit)                                                                            | Reuth (Karte)      | nach 1864 (Stationsstein)                     | Meilenstein; Zeugnis der Verkehrsgeschichte | 09232204 |
| Direkt Bild zu diesem Denkmal hochladen | Kienmühle | Schwand (Karte)    | 1683 (Mühle); bezeichnet 1864 (Mühle)         | Wohnmühlengebäude und Scheune eines Mühlenanwesens, sowie Brücke über den Kemnitzbach, Mühlgraben und technische Anlagen (Staubecken, Reste Mühlrad); Mühlengebäude mit Fachwerk-Obergeschoss, ortsgeschichtliche, landschaftsgestaltende und technikgeschichtliche Bedeutung. | 09232106 |
| Direkt Bild zu diesem Denkmal hochladen | Alte Schmiede | Thossen (Karte)    | um 1800 (Schmiede)                            | Ehemalige Schmiede mit technischer Ausstattung; eingeschossiges Gebäude mit Fachwerkgiebel, ortsgeschichtliche Bedeutung. | 09232053 |
| Weitere Bilder                          | Kursächsische Postmeilensäulen (Sachgesamtheit)                                                                               | Weischlitz (Karte) | bezeichnet 1725 (Postmeilensäule)             | Postmeilensäule; alte Ortslage Rosenberg, Viertelmeilenstein, vermessungs- und verkehrsgeschichtliche Bedeutung. | 09300272 |
| Weitere Bilder                          | Elsterbrücke Weischlitz | Weischlitz (Karte) | wesentlich 18. Jahrhundert (Straßenbrücke)    | Brücke über die Weiße Elster; Steinbogenbrücke mit fünf Bögen, verkehrshistorische, städtebauliche und landschaftsprägende Bedeutung. | 09231906 |
| Weitere Bilder                          | Firma Julius Schneider (ehem.)                                                                                                | Weischlitz (Karte) | um 1920 (Verwaltungsgebäude)                  | Ehemalige Stickerei mit Verwaltungsgebäude, anschließende Werkhalle sowie Reste der Einfriedung; technisches Denkmal, baugeschichtliche und ortsgeschichtliche Bedeutung | 09231876 |
| Weitere Bilder                          | Bahnhof Weischlitz | Weischlitz (Karte) | 1874 (Empfangsgebäude)                        | Bahnhof mit Empfangsgebäude, Stellwerk und Lokschuppen; an der 1875 eröffneten Strecke Plauen ob. Bhf. -Bad Brambach, verkehrsgeschichtlich und eisenbahngeschichtlich von Bedeutung.                                                                                          | 09231880 |

## Werda
| Bild                                    | Bezeichnung                          | Lage          | Datierung | Beschreibung | ID       |
| --------------------------------------- | ------------------------------------ | ------------- | --- | --- | -------- |
| Direkt Bild zu diesem Denkmal hochladen | Jahnsmühle                           | Werda (Karte) | ersterwähnt 1224 (Mühle); bezeichnet 1802 (Türsturz); bezeichnet 1867 (Backofen); 1936 (Sägewerk); 1913/1917 (großes Sägegatter) | Mühlengebäude mit technischer Ausstattung, Holzbackofen und Sägewerk sowie Hofpflaster eines Mühlenanwesens; Mühlengebäude zum Teil in Fachwerkbauweise, originale Mühlen- und Sägewerkstechnik, bemerkenswerter und seltener Holzbackofen, von hoher technikgeschichtlicher und wirtschaftshistorischer Bedeutung. | 08985673 |
|                                         | Talsperre Werda; Geigenbachtalsperre | Werda (Karte) | 1904–1910 (Talsperre); 1904–1909 (Staudamm); Inbetriebnahme 1910 (Staudamm); 1900 (Talsperrenmeister-Wohnhaus)                   | Schieberhaus, Staumauer mit Sockel des ehemaligen Tosgebäudes, Kaskadenüberlauf mit Tosbecken, Talsperrenmeister-Wohnhaus (heute Büro); technisches Denkmal einer Gewichtsstaumauer mit gekrümmter Achse (Intze-Typ), zweitälteste Talsperre Sachsens, Bruchsteinmauer aus Fruchtschiefer, auch baugeschichtlich von Bedeutung.                                                                                          | 08985680 |
| Direkt Bild zu diesem Denkmal hochladen | Wasserwerk Werda                     | Werda (Karte) | 1904–1909 (Kalkanlage); 1915 (Härtungsanlage); 1928–1930 (Filterhalle); 1922 (Turbinen); 1904–1909 (Turbinenhaus)                | Turbinenhaus mit alter Technik, Büro und Werkstatt mit Mischkammer, Filterhalle mit Ausstattung (Schaltpulte), Kalkanlage, Härtungsanlage und Pegelhaus eines Wasserwerkes; technikgeschichtlich als auch baugeschichtlich und kunsthistorisch bedeutendes Wasserwerk mit Zeugnissen unterschiedlicher Zeiten, Filterhalle herausragendes Architekturdenkmal im Bauhausstil mit bedeutender originaler Innenausstattung. | 08985681 |